# 東京メトロ有楽町線
有楽町線（ゆうらくちょうせん）は、埼玉県和光市の和光市駅から東京都江東区の新木場駅までを結ぶ、東京地下鉄（東京メトロ）が運営する鉄道路線である。和光市駅 - 小竹向原駅間は副都心線と線路・駅・施設を共用している。国土交通省監修『鉄道要覧』では、副都心線との共用区間も含めて8号線有楽町線と記載されているが、都市交通審議会における路線番号の区間は、和光市駅 - 小竹向原駅間が13号線、小竹向原駅 - 新木場駅間が8号線となっている。
路線名の由来は、有楽町を経由することから（後節も参照）。車体および路線図や乗り換え案内で使用されるラインカラーは「ゴールド」（#c1a470、金色）、路線記号はY。

## 概要
有楽町線は、東京都心部を概ね北西から南東に縦貫する路線である。A線（和光市→新木場方面）を基準とすると、和光市から小竹向原・池袋・飯田橋付近までは概ね南東方向に走り、飯田橋から市ケ谷までは南北線およびJR中央・総武緩行線に沿うような形で一旦南西に進路を変えるが、市ケ谷からは南東方向に進路を戻して、永田町・有楽町・豊洲と直進し、終点の新木場に至る。
和光市駅を出発すると、35‰の急勾配を上がって東武東上線の下り線を跨ぎ、しばらく並走する。都県境を跨ぎ、東上線が成増駅に接近する直前に当線は地下に潜り、地下鉄成増駅に到着する。東上線とは地下鉄赤塚駅・下赤塚駅まで並走した後、離れる。そして、西武有楽町線と合流した後に小竹向原駅に到着、出発して560 mほど進むと副都心線が分岐し、池袋駅までは当線の直下を走る線路別複々線をなし、同駅から新木場方面および渋谷方面へと分岐する。
地下区間は複線構造の開削工法を基本としながら、前述の副都心線並走区間は上下2段構造のトンネル、麹町駅および銀座一丁目駅は地上の道路幅が狭いことから上下2段構造になっている。本路線ではシールド工法（単線および複線トンネル）が大幅に採用されており、また永田町駅は駅シールド工法により建設された。特に千代田区麹町では三菱銀行麹町支店の真下を通過し、ビルの基礎杭が支障することから、地上9階建て・総重量10,600 tのビルをアンダーピニング（下受け）して地下鉄トンネルを構築する大規模な工事となった（ただし、同ビルは2004年2月に建て替えられ、現在は麹町ダイヤモンドビルとなった）。
さらに辰巳駅を出発すると33 - 34.5‰の急勾配で地上（高架線）へと上がって、東京臨海高速鉄道りんかい線と並行、直上にJR京葉線が合流すると終点の新木場駅に到着する。地下鉄成増駅前後 - 辰巳駅前後間約25 kmのトンネル連続区間は東京メトロで最長である。
月島 - 辰巳の各地下駅は東京湾が近く、高潮などの水害対策として、駅通路部に鋼鉄製の防潮扉を設置している。新富町の月島寄りと辰巳 - 新木場間には、トンネルの全断面を閉鎖する「防水扉」を設置している。通常はトンネル上部の機械室に収容しており、非常時には下降させてトンネルへの浸水を防ぐものである。
有楽町線は都営浅草線以外の全ての東京の地下鉄路線との接続駅を持つ。都営浅草線とは銀座一丁目駅 - 新富町駅間で交差し、近傍に都営浅草線の宝町駅があるが、乗換・接続駅には指定されていない。

### 当線について
建設目的の一つには、車体規格が小さく編成長も短いことから輸送力増強に限界のある丸ノ内線の混雑緩和があった。池袋駅の乗り換えが便利であったため、日比谷線に対する千代田線同様、混雑の緩和に大きく寄与した。
また、1974年（昭和49年）の銀座一丁目 - 池袋間の開業にあたり、丸ノ内線中野坂上駅、日比谷線恵比寿駅に次いで、池袋駅に4基、銀座一丁目駅に2基の自動改札機が設置された。これは、当該区間では他線との改札内連絡がなかったため、集改札自動化の実証実験線区として好適であったためである。両端駅である池袋駅、銀座一丁目駅以外には自動改札機は設置されなかったが、有楽町線の全駅で磁気化券が発売されており、普通乗車券による出場にも対応していた。しかし、当時は他の路線での乗車券の磁気化が進んでおらず、効率的な運用ができなかったことから、営団成増（現・地下鉄成増）延伸時に一旦撤去され、当時の試みは失敗に終わっている。その他、大手町駅で採用された案内サインシステムを全面的に採用した。
有楽町線は、東京地下鉄において最初に埼玉県に延伸された路線である。東京地下鉄で東京23区外に延びている路線は、当線との重複区間がある副都心線を除くと当線と東西線のみであり、都営地下鉄も含めた東京の地下鉄全路線でも他に都営新宿線を加えた3路線のみである。

## 路線データ
- 路線距離（営業キロ）：28.3 km（うち地上部：2.3 km）[2]
- 軌間：1,067 mm[2]
- 駅数：24駅（起終点駅含む）[2]
- 複線区間：全線（小竹向原 - 池袋間3.2 kmは副都心線との線路別複々線）
- 電化区間：全線（直流1,500 V架空電車線方式）[2]
- 閉塞方式：速度制御式（新CS-ATC）
  - 有楽町線は段階的に路線の延伸を行ってきたことから[11]、従来のCS-ATC方式から新CS-ATCへの切り換えは3区間に分けて実施した[11]。2002年（平成14年）10月12日使用開始の池袋 - 新富町間を皮切りに[12][11]、2012年（平成24年）8月4日に最後の区間となる新富町 - 新木場間が新方式に切り換えられた[11]。
  - 2010年（平成22年）5月22日からは以後のホームドア導入などを考慮し、全列車においてATO装置による自動列車運転を実施している[11][13] 。
- 列車無線方式：誘導無線 (IR) 方式、デジタル空間波無線 (D-SR) 方式
- 最高速度：80 km/h[2]
- 平均速度：41.3 km/h（2021年4月1日現在）[2]
- 表定速度：33.2 km/h（2021年4月1日現在）[2]
- 全線所要時分：51分10秒（2021年4月1日現在）[2]
- 車両基地：和光検車区・和光検車区新木場分室・飯田橋検車区（営団時代に廃止）
- 工場：綾瀬工場（千代田線内）
- 地上区間：和光市駅付近（1.54 km[注 2]）・新木場駅付近（820 m[注 3]）
- 護国寺駅 - 江戸川橋駅間には、A線（新木場方面行き）で半径150.0 m[3]、B線（和光市方面行き）で半径154.8 mの急曲線がある[3][15]。これは当時の地方鉄道建設既定の160 m以下となり[15]、特別設計区間である[15]。

### 路線名
「有楽町線」の名称は、1973年（昭和48年）11月1日から同年12月15日までの期間で一般公募が行われ、30,591通の応募があり、2,519種類の路線名が提案された。
その時の得票数第1位は「麹町線」であった。しかし、「麹」の漢字が当用漢字（当時）でないため難しく親しみにくいということ、2位「有楽町線」・5位「有楽線」などの「有楽町」に関する名称がついた内容が記載されたものが多かったこと、将来的に湾岸エリアに延伸する予定であり（選定当時）、延伸開通後有楽町が路線の中間点に位置することから、1974年（昭和49年）1月9日に「有楽町線」と決定した。
応募の中には「カンガルー線」（"有"楽町・池"袋" → 有袋類の連想）というものもあったという。

### 建設費用
当路線の和光市 - 新木場間（有楽町線新線として建設された区間は含まない）の建設費用は総額4,920億円である。その内訳は土木関係費が2,961億5,032万8,000円、電気関係費が448億2,681万2,000円、車両関係費が658億5,965万4,000円、その他が851億6,320万6,000円となっている。

### 軌道構造
当路線では国鉄（当時・日本国有鉄道）を除き、地下鉄・私鉄で初めて60 kgレールを採用した（本線部）。60 kgレールを採用することで、レールの強度が1.5倍、耐用年数は4 - 6年長くなる。軌道構造は地下区間では従来から直結軌道を採用してきたが、振動・騒音が大きいことから、本路線では新たに「防振マクラギ構造」を採用した（民有地近辺）。初期はレールと枕木の間にゴムパッドを、枕木は防振ゴムで覆うものであったが、新富町開業以降、枕木部はレール支持部下に防振ゴム、防振パッド、防振クッションから構成される防振装置を敷き、レール間下を中空とした新しい構造を採用した。バラスト軌道区間においても、軌道下に防振マットまたは防振シートを敷き、いずれも振動・騒音低減に大きな効果を発揮した。

## 歴史

### 都市交通審議会答申第6号
1962年（昭和37年）6月8日に答申された都市交通審議会答申第6号では、第6号線以降の地下鉄が計画され、第10号線（当時）は「中村橋方面より目白、飯田橋及び浅草橋の各方面を経て錦糸町方面に至る路線」とされた。この答申に基づいて、同年8月29日に告示された建設省告示第2187号では、答申の第10号線は都市計画第8号線として「中村橋駅 - 江古田 - 西落合 - 椎名町 - 目白駅 - 江戸川橋 - 飯田橋駅 - 神保町 - 須田町 - 東両国緑町 - 錦糸町駅」（17.5 km）が正式に決定した。
この決定を受け、営団地下鉄は1962年（昭和37年）10月16日、同時に都市計画を決定した第7号線（南北線）とともに、第8号線谷原町 - 江東橋間（都市計画上の中村橋から西にやや延伸した20.88 km）として地方鉄道敷設免許を申請した。後に両路線とも東京都（東京都交通局）も路線免許を申請したことから、競願状態となる。

### 都市交通審議会答申第10号
1968年（昭和43年）4月10日に答申された都市交通審議会答申第10号では、第8号線は「成増及び練馬の各方面より向原及び池袋の各方面を経由し、また、中村橋方面より目白方面を経由し、護国寺、飯田橋、市ケ谷、永田町、有楽町及び銀座の各方面を経て明石町方面に至る路線」に変更され、「なお、本路線中 中村橋 - 護国寺間については、輸送需要、宅地の開発等を考慮し、将来中村橋及び護国寺からの路線の延伸等を検討することとする」とされた。
この答申に基づいて、同年12月28日に告示された建設省告示第3731号では、第4号線（丸ノ内線）の一部であった成増 - 池袋間が第8号線に編入され、中村橋 - 錦糸町間であった第8号線は「練馬 - 銀座間の本線（16.5 km）、成増 - 小竹町間（6.3 km）及び中村橋 - 音羽間（9.1 km）の分岐線」へ都市計画路線が大幅に改訂された。
前述の都市交通審議会答申第6号の第8号線は、中村橋 - 目白駅 - 飯田橋駅間が経由ルートを変更して新8号線（有楽町線）に編入され、飯田橋駅 - 錦糸町駅間が経由ルートを変更して第10号線（都営新宿線）に編入されたものである。
この変更を受け、営団地下鉄は1968年（昭和43年）6月6日、第8号線向原 - 成増町間及び西池袋 - 明石町間の地方鉄道敷設免許を申請し、併せて第4号線（丸ノ内線）として免許を所有していた池袋 - 向原間の起業目論見変更認可を申請した。続いて同年7月22日、上鷺宮 - 音羽間（中村橋 - 護国寺）の地方鉄道敷設免許を申請するとともに、申請中であった谷原町 - 江東橋間の免許取り下げ願を提出した。6月6日の免許申請、起業目論見変更申請は、同年10月30日に交付・認可を取得し、免許取り下げは8月13日に受理された。なお、上鷺宮 - 音羽間（中村橋 - 護国寺）の路線免許申請は1973年（昭和48年）10月23日に取り下げている。
第8号線（有楽町線）の路線免許を申請した時点では、池袋 - 明石町（現・新富町）間は1973年（昭和48年）3月開業予定、成増（現・地下鉄成増） - 池袋間は1974年（昭和49年）3月の開業を予定していた。第8号線（有楽町線）のうち、練馬 - 向原（現・小竹向原）間は西武鉄道が建設し、営団地下鉄有楽町線と西武池袋線と相互直通運転を行うことを予定していた。
1968年（昭和43年）9月5日に営団地下鉄と西武鉄道間で相互直通運転に関する覚書を取り交わしており、営団地下鉄有楽町線と西武池袋線間の相互直通運転開始時期は1973年（昭和48年）を目途にするとされていた。実際には、西武池袋線と営団地下鉄有楽町線の本格的な相互直通運転が開始されるのは、それから25年経った1998年（平成10年）である。
営団地下鉄は路線免許取得後、建設工事に向けて手続きを進めていたが、特に練馬区北町（地下鉄赤塚 - 平和台付近）で用地取得が難航したことや平和台 - 要町間の地上を通る放射第36号道路との調整があり、建設工事の着手は遅れた（後述）。
有楽町線が最初に計画された1968年（昭和43年）時点では車両基地は成増付近に計画されていたが、既に周辺は住宅地として開発されており、用地取得の難航が予想されたため、和光市駅 - 朝霞駅間に位置した土地を取得して、和光市付近に車両基地（現在の和光検車区）を設けることとなった。また、和光検車区 - 営団成増間は車庫線（回送線）として計画していたが、沿線住民などから営業線とするよう強い要望があった。

### 都市交通審議会答申第15号
1972年（昭和47年）3月1日に答申された都市交通審議会答申第15号では、第8号線の起点側が練馬から保谷に変更され、終点側は明石町 - 湾岸間及び豊洲 - 東陽町 - 住吉町 - 押上 - 亀有間が追加された。同答申では保谷 - 練馬間は西武池袋線を複々線化することが示されたほか、中村橋 - 護国寺間は削除され、護国寺 - 目白間が東京12号線に編入され、志木 - 向原間は東京13号線として分離された（削除された中村橋 - 護国寺間については後述）。
このうち、小竹向原駅 - 新木場駅間が有楽町線、練馬駅 - 小竹向原駅間が西武有楽町線、石神井公園駅 - 練馬駅間が西武池袋線の線増分（複々線化）としてそれぞれ開業している。終点側は京葉間の湾岸沿いに海浜ニュータウン付近まで計画されていたが、ほぼ同じルートで計画されていた京葉線が当時は貨物専用線として計画が進行しており、後に旅客線へと用途が変更されたことを受けて有楽町線は新木場までの計画路線に短縮した。

### 第13号線と建設工事の遅れ
一方、上記答申第15号で新たに東京13号線は「志木 - 和光市 - 成増 - 向原 - 池袋 - 東池袋 - 目白東 - 諏訪町 - 西大久保 - 新宿に至る路線」として答申され、「なお、新宿より渋谷、品川を経て羽田方面への延伸を検討する」とされた。同答申では志木 - 和光市間は東武東上線を複々線化することが示された。
既に第8号線（有楽町線）として建設していた成増 - 小竹向原間は第13号線の一部に編入され、小竹向原 - 池袋間は第8号線と第13号線が並行することとされたが、営団地下鉄はこの区間の建設着工時期が迫っていた。このため、運輸省（当時）と協議を行い、小竹向原 - 池袋間は工事方法の変更扱いとした複々線区間とし、和光市 - 成増間は第15号答申に基づいて路線免許を申請することとした。建設予算は1975年度より第8号線・第13号線の区別なく、有楽町線和光市 - 明石町（後に新木場）間に含まれることになった。
第13号線の制定に伴い、営団地下鉄は西武鉄道ならびに東武鉄道と協議を行い、1975年（昭和50年）8月に第8号線と第13号線との相互直通運転に関する以下に示す覚書を取り交わした。
- 第13号線和光市 - 池袋（→新線池袋→副都心線池袋）間と第8号線（有楽町線）小竹向原 - 池袋間、西武有楽町線練馬 - 小竹向原間は同時開業を前提とする[35][28]。
- 小竹向原駅は第8号線と第13号線の列車が相互に乗り入れることが可能な配線とする[32][28]。
- 運行形態は、都市交通審議会第15号答申を基本とする[32][28]。
  - 第13号線は東武東上線 - 和光市 - 池袋（→新線池袋→副都心線池袋）間、第8号線は西武池袋線 - 練馬 - 小竹向原 - 有楽町線新富町方面としながら、第13号線から第8号線（有楽町線）方面へはラッシュ時において1時間あたり6本程度乗り入れすることを想定する[32]。将来的は第13号線・第8号線間でダイヤに支障しない範囲で交互に直通運転を行う[32][28]。

これは営団地下鉄が成増 - 小竹向原間は第8号線として建設工事に着手し、周辺住民へ「銀座へ直通できる」と宣伝して協力を得ていたことから、和光市方面から有楽町線方面へ行ける列車を設定する必要があったためである。しかし、用地買収や周辺住民への建設同意の問題などから建設工事は大幅に遅れ、小竹向原 - 池袋間の第13号線施設の使用は当面見送られた。
また、営団地下鉄は東武東上線志木 - 和光市間の複々線化計画に合わせ、和光市駅を介して東武東上線と第13号線が相互直通運転を行うことを決定し、和光市 - 営団成増間を営業線として建設するため、同区間の地方鉄道敷設免許を申請することに変更した。和光市 - 営団成増間は1978年（昭和53年）9月に着工し、この時点で和光市 - 池袋間は1981年（昭和56年）9月の開業を予定したが、和光市駅付近の用地買収が遅れたことから1987年（昭和62年）秋まで開業が遅れた。
都市交通審議会答申第15号からすれば、和光市 - 池袋間は第8号線（有楽町線）とは別路線の「第13号線」（現在の副都心線）であるが、この区間は有楽町線池袋 - 新富町間と一体で運行されることや乗客の混乱を起こさないためにも、和光市 - 池袋間も「有楽町線」と呼称することとなった。
このうち和光市駅 - 小竹向原駅間が有楽町線として、志木駅 - 和光市駅間が東武東上線の複々線としてそれぞれ開業した。なお、第13号線の小竹向原駅 - 池袋駅（→新線池袋駅）間は有楽町線新線（現・副都心線）として1994年12月に開業している。
小竹向原駅は西武有楽町線との分岐点となることから2面4線構造として、池袋方には和光市方面からの第13号線列車と、練馬方面からの第8号線列車が双方に乗り入れができるよう、10両編成+αの長さを持つ6線区間を設置した。
小竹向原 - 池袋間は、第8号線と第13号線のトンネルを上下に重ねた一体構造となっている。これは第8号線開業後に改めて第13号線トンネルを構築することは困難であり、上下構造のトンネルを構築することは経済的であること、また第8号線と第13号線のトンネルを並行させることは地上の道路幅の制約から困難であり、用地を節約できる上下トンネル構造を採用した。千川駅と要町駅では、地下2階は第8号線（有楽町線）のホーム、地下3階は第13号線（副都心線）のホームとなっており、1983年（昭和58年）の有楽町線開業時点では地下2階部のみ使用を開始した。
第8号線成増 - 池袋間のうち、川越街道（国道254号）の地下を通る区間（地下鉄成増 - 地下鉄赤塚付近）を除いた区間は、東京都の都市計画道路である放射第35号線、放射第36号線および補助第78号線の計画と競合しており、特に放射第36号線は周辺住民から大きな反対運動があり、当初から用地交渉の難航が予想されていた。川越街道（国道254号）の地下を通る区間は1972年（昭和47年）2月に建設工事に着手され、1975年（昭和50年）3月に完成していたが、前後の区間の完成・開業が大幅に遅れたため、施設は8年間にわたって未供用の状態となっていた。ただし、オイルショックによるインフレ発生前に完成したため、結果的に建設費用を抑えることができた。
平和台 - 池袋間では東京都の街路事業（都市計画道路）と地下鉄の建設を同時に施工する予定であった。しかし、現道がなく新たに道路を整備する氷川台 - 千川間では、周辺住民から排気ガスや騒音を懸念して道路への反対が根強く、道路計画に地下鉄建設も巻き込まれて用地交渉は難航した。ただし、地下鉄建設には賛成の住民が多かった。最終的にはオイルショックの影響によって東京都の財政が急激に悪化し、道路整備が困難となったことから、営団地下鉄は1975年（昭和50年）9月に地下鉄を先行して建設し、東京都の都市計画道路は地下鉄建設後に改めて整備することに変更した。
13号線については新線池袋駅から西早稲田、新宿三丁目を経て渋谷駅に至るルートが2008年（平成20年）6月14日に東京メトロ副都心線として開業した。さらに、副都心線は2013年（平成25年）3月16日から渋谷駅から東急東横線経由でみなとみらい線元町・中華街駅まで乗り入れを開始した。
有楽町線については、豊洲駅から住吉駅へ至る分岐線が東京メトロによって建設中であるほか、さらなる延伸構想もある（後述）。

### 年表
- 1962年（昭和37年）10月16日：第8号線、谷原町 - 江東橋間（中村橋 - 錦糸町間）の地方鉄道敷設免許を申請[23]。
- 1964年（昭和39年）6月4日：東京都交通局が8号線中村橋 - 錦糸町間の地方鉄道敷設免許を申請（のち10号線免許取得のため1968年7月に取り下げ）[40]。
- 1968年（昭和43年）
  - 6月6日：第8号線、成増町 - 向原間及び西池袋（現・池袋） - 明石町（現・新富町）間の地方鉄道敷設免許申請と1962年に路線免許を取得していた向原 - 池袋間の起業目論見変更認可[注 8]を申請[24]。
  - 7月22日：第8号線、谷原町 - 江東橋間（中村橋 - 錦糸町間）の地方鉄道敷設免許申請を取り下げ、上鷺宮 - 音羽間（中村橋 - 護国寺間）の地方鉄道敷設免許を申請[24]。
  - 10月30日：第8号線、成増 - 池袋間と西池袋 - 明石町間の地方鉄道敷設免許取得および向原 - 池袋間の起業目論変更を認可される（つまり、現在の地下鉄成増 - 新富町間の地方鉄道敷設免許を取得した）[24]。
- 1970年（昭和45年）8月19日：池袋 - 銀座一丁目間の建設工事に着手[41]。
- 1972年（昭和47年）
  - 2月26日：営団成増（現・地下鉄成増） - 池袋間の建設工事に着手[41]。ただし、実際に着手できたのは営団成増 - 営団赤塚（現・地下鉄赤塚）付近のみで、この区間は1975年（昭和50年）3月に先行して完成している[31]。それ以外の区間は1976年（昭和51年）6月以降に建設工事に着手している[31]。
  - 3月1日：都市交通審議会答申第15号が答申され、新たに第13号線（志木 - 和光市 - 成増 - 向原 - 池袋方面）が制定される[32]。
  - 10月23日：上鷺宮 - 音羽間（中村橋 - 護国寺間）の地方鉄道敷設免許の申請を取り下げ[26]。
- 1974年（昭和49年）
  - 1月9日：第8号線を有楽町線と呼称決定[16]。
  - 10月30日：池袋 - 銀座一丁目間開業[新聞 2]。開業当初の同区間の運賃は80円。7000系5両編成で運行された[42][新聞 2]。ただし、池袋駅、銀座一丁目駅は一部工事が遅れており、当初は仮施設で営業していた[43]。1976年（昭和51年）6月に池袋駅のコンコース部と銀座一丁目駅が完成、同年8月に池袋駅ホーム部分が完成した[43]。
- 1975年（昭和50年）9月2日：第13号線和光市 - 成増間と池袋 - 渋谷間の地方鉄道敷設免許申請および第8号線向原 - 池袋間の工事方法の一部変更（向原 - 池袋間を複々線とする）認可を申請[32]。
- 1976年（昭和51年）
  - 3月1日：銀座一丁目 - 新富町間の建設工事に着手[41]。
  - 8月11日：第13号線和光市 - 成増間の地方鉄道敷設免許取得および第8号線向原 - 池袋間の工事方法の一部変更（向原 - 池袋間を複々線とする）が認可される[32]。ただし、池袋 - 渋谷間の地方鉄道敷設免許の交付は保留となった[32]。
  - 9月22日：自動列車運行制御装置 (PTC) を導入[44]。
- 1978年（昭和53年）9月1日：和光市 - 営団成増間の建設工事に着手[41]。
- 1979年（昭和54年）10月24日：新富町 - 湾岸（現・新木場）間の地方鉄道敷設免許を申請[45]。
- 1980年（昭和55年）
  - 3月27日：銀座一丁目 - 新富町間開業[45]。
  - 9月26日：新富町 - 湾岸間の地方鉄道敷設免許を取得[45]。
- 1982年（昭和57年）
  - 1月29日：豊洲 - 亀有間 (14.7 km) の地方鉄道敷設免許を申請[37]。ただし、免許の交付はされていない。
  - 4月1日：新富町 - 新木場間の建設工事に着手[41]。
  - 7月30日：第13号線区間となる和光市 - 池袋間について、「有楽町線」と呼称することを正式決定[37]。
- 1983年（昭和58年）
  - 6月17日：10両編成の運転開始[42]。
  - 6月24日：営団成増（現・地下鉄成増） - 池袋間開業[35]。
  - 7月9日：全列車が10両編成化[42]。
  - 10月1日：西武有楽町線小竹向原 - 新桜台間開業、乗り入れ開始[新聞 3]。
- 1987年（昭和62年）8月25日：和光市 - 営団成増（現・地下鉄成増）間開業[46]。東武東上線との相互乗り入れ開始（東武出入庫車のみ森林公園駅まで運転し、これ以外は川越市駅までの運転）[46][47]。
- 1988年（昭和63年）
  - 6月1日：車両冷房の運用を開始[48]。
  - 6月8日：新富町 - 新木場間開業、全線開業[新聞 1][49]。
- 1993年（平成5年）3月18日：07系営業運転開始[50]。
- 1994年（平成6年）12月7日：有楽町線新線小竹向原 - 新線池袋（現・池袋）間開業[51]。同時に西武有楽町線新桜台 - 練馬間が単線で開業したことにより、練馬駅まで乗り入れ開始[52]。西武鉄道の車両の乗り入れを開始[52]。
- 1995年（平成7年）3月20日：地下鉄サリン事件に関連し午前の運転を休止、午後から再開。
- 1998年（平成10年）3月26日：西武有楽町線が全線複線化され同線経由で西武池袋線との相互乗り入れ開始（乗り入れ区間を飯能駅まで延長）[報道 1]。
- 2002年（平成14年）10月12日：池袋駅 - 新富町駅間で新CS-ATCを使用開始[12][11]。
- 2004年（平成16年）4月1日：帝都高速度交通営団の民営化により東京地下鉄（東京メトロ）に承継[報道 2]。営団赤塚駅と営団成増駅をそれぞれ地下鉄赤塚駅と地下鉄成増駅に改称[報道 3]。
- 2005年（平成17年）10月31日：女性専用車両導入[報道 4][11]。
- 2006年（平成18年）9月1日：10000系営業運転開始[報道 5][53][54]。
- 2007年（平成19年）10月27日：和光市駅 - 池袋駅・小竹向原駅 - 新線池袋駅（当時）間で新CS-ATCを使用開始[55]。
- 2008年（平成20年）
  - 5月3日：小田急特急ロマンスカー（60000形「MSE」）乗り入れ開始[53][56]。
  - 6月14日：副都心線開業に伴い、和光市駅 - 小竹向原駅間が同線との共用区間となり、有楽町線新線小竹向原駅 - 新線池袋駅間が副都心線に編入される。準急列車運転開始[報道 6]。
  - 11月29日：準急列車を和光市駅 - 新木場駅間の線内運転のみとした上で本数を大幅に減便[報道 7]。
- 2010年（平成22年）
  - 3月6日：準急列車が廃止される[報道 8]。
  - 5月22日：本路線の全列車においてATO装置による自動運転を開始[11][13]。
  - 平成22年度事業計画において、すでに設置済みの小竹向原駅を除く全駅に順次ホームドアを設置することを表明。また、小竹向原駅 - 千川駅間に連絡線を設置するなど遅延対策に乗り出すことも発表した[57]。
- 2011年（平成23年）
  - 2月23日：この日から地下鉄成増・地下鉄赤塚両駅に発車メロディが導入された。以後、ホームドアが稼働している駅から順次発車メロディの使用が開始されている[58]。
  - 9月25日：小田急ロマンスカーの乗り入れを中止[53][56]。
  - 10月4日：8時54分ごろ、小竹向原駅でコンクリートが落下し、信号ケーブルを切断する。この影響で小竹向原 - 池袋間が17時過ぎまで運休する[報道 9]。この事故の影響を重く見た国土交通省関東運輸局は東京地下鉄に対して早期の原因究明と再発防止を求める警告文書を発出した。
  - 12月7日：2時10分ごろ、豊洲駅で夜間作業事故が発生し、死傷者が出る。この影響で銀座一丁目駅 - 新木場駅間が8時30分過ぎまで運休し、銀座一丁目駅で折り返し運転が行われた。
- 2012年（平成24年）
  - 3月17日：ホームドア設置工事の進捗に伴い、小田急ロマンスカーの乗り入れを終了[報道 10][56]。
  - 9月10日：東急5050系4000番台の営業運転開始。当日は東武東上線森林公園駅 - 新木場駅間の朝1往復運転。
  - 8月4日：新富町駅 - 新木場駅間で新CS-ATCの使用を開始[11]。有楽町線全線の新CS-ATC化を完了[11]。
  - 11月4日：小竹向原駅 - 千川駅間の立体交差化工事に伴う線路工事のため、終日和光市駅 - 池袋駅間で運休[報道 11]。
- 2013年（平成25年）
  - 2月7日：江戸川橋駅 - 新木場駅間で携帯電話の利用が可能となる[報道 12]。
  - 2月21日：要町駅 - 江戸川橋駅間で携帯電話の利用が可能となる[報道 13]。
  - 3月21日：和光市駅 - 要町駅間で携帯電話の利用が可能となる[報道 14]。
  - 12月7日：全駅のホームドアの設置が完了[報道 15]。
- 2014年（平成26年）2月8日：千川駅でのホームドア稼働開始をもって、全駅のホームドアが稼働[報道 16]。
- 2015年（平成27年）3月28日：和光市 - 小竹向原間のワンマン運転が開始[報道 17]。
- 2016年（平成28年）2月14日：千川駅 - 小竹向原駅間の有楽町線和光市方面連絡線が完成し、始発から運用が開始される[報道 18]。
- 2018年（平成30年）3月17日：新富町駅と日比谷線築地駅との乗り換え業務を開始[報道 19]。
- 2020年（令和2年）6月6日：銀座一丁目駅と銀座線・丸ノ内線・日比谷線銀座駅との乗り換え業務を開始[報道 20]。
- 2021年（令和3年）2月21日：17000系が営業運転開始[報道 21][新聞 4]。
- 2022年（令和4年）
  - 1月28日：豊洲 - 住吉間約4.8 kmの鉄道事業許可を国土交通大臣に申請[報道 22]。
  - 3月28日：国土交通大臣が豊洲 - 住吉間約4.8 kmの第一種鉄道事業を許可[報道 23][報道 24]。
  - 8月6日：全線でワンマン運転を開始[報道 25]。
- 2024年（令和6年）11月5日：豊洲 - 住吉間の工事着手[報道 26]。

## 運行形態
和光市駅から東武東上線を経由して川越市駅（朝夕は森林公園駅）まで、小竹向原駅からは西武有楽町線経由池袋線直通で小手指駅（朝・夕の一部列車は飯能駅）までそれぞれ相互乗り入れを行っている。
有楽町線のみの運行となる列車や東武東上線直通列車は全区間各駅停車で運行されているが、西武池袋線に直通する列車の一部には西武線内を準急・快速・快速急行として運行する列車があり、この場合は小竹向原駅で種別変更を行う。また、後述のとおり2017年3月25日から有料指定列車「S-TRAIN」が運転開始された。有楽町線へは平日のみ乗り入れ、朝に所沢発豊洲行き2本・夕方以降に豊洲発小手指行きを5本運転している。有楽町線内の途中停車駅は飯田橋駅・有楽町駅の2駅で、いずれも豊洲行は降車専用、小手指行は乗車専用となっているため、西武線内のみ・有楽町線内のみの利用は不可能である。
和光市駅 - 小竹向原駅間は副都心線と線路・駅施設を共有し、新木場駅発着の列車と渋谷方面（東急東横線・みなとみらい線・東急新横浜線・相鉄線直通）の列車がともに運行されている。
副都心線との共用区間である和光市 - 小竹向原間では10両編成と8両編成の列車で運行されているが、小竹向原 - 新木場間はすべて10両編成の列車で運行されている。
平日朝のラッシュ時の池袋方面では数多くの列車が運行され、小竹向原駅で新木場方面と渋谷方面に振り分けられている。
その他、野球や花火大会などのイベント開催時に運転される臨時列車がある（詳細は「臨時列車」の項を参照）。特に、埼玉西武ライオンズ主催試合など西武ドームでのイベント開催日には西武有楽町線・池袋線西所沢駅経由狭山線西武球場前行が運転され、東京都心および湾岸地区から西武ドームまで乗り換えなしで移動することができる。また、かつては年間30日程度、小田急線直通の臨時特急が運転されていた（詳細は「特急ロマンスカー「ベイリゾート」」の項を参照）。
運行番号の末尾は、東京メトロ車がS、東武車がT、西武車がMである。東武車は西武の路線に入線できず、西武車は東武の路線に入線できない。副都心線・東横線・みなとみらい線の10両編成列車と共通運用で、東京メトロ車はもちろん、東武車と西武車にも有楽町線のみの運用があり、西武車も和光市駅まで乗り入れる。東京メトロ車の一部運用には東武東上線川越市方面および和光市発の列車が、新木場折り返し後に西武池袋線石神井公園方面行の列車となる運用もあり、その逆の運用もある。一方、有楽町線新木場発の列車が和光市・東上線川越市方面・池袋線石神井公園方面で折り返して副都心線・東急東横線・みなとみらい線元町・中華街方面行となる運用もあり（10両編成のホーム有効長の関係上、東横線・みなとみらい線内は急行以上の種別）、その逆の運用もある。運用番号は東京メトロ車(21S - 91S)と東武車(01T - 23T)が奇数、西武車（02M - 36M）が偶数である。
副都心線で運用される東急電鉄・横浜高速鉄道・相模鉄道の車両は、ダイヤ乱れなど特別の場合を除き、有楽町線の小竹向原 - 新木場間には入線しない。

### 運転本数
参考のため、和光市 - 小竹向原の線路共用区間を走る副都心線の列車も記載する。
| 駅名 ＼ 種別               | 直通先    | 和光市  | …       | 小竹向原 | …             | 池袋          | …             | 新木場        | 備考                                                                    |
| -------------------------- | --------- | ------- | ------- | -------- | ------------- | ------------- | ------------- | ------------- | ----------------------------------------------------------------------- |
| 各駅停車                   | ←川越市   | 2本     | 2本     | 2本      | 2本           | 2本           | 2本           | 2本           | 東武線内普通                                                            |
| 各駅停車                   | 4本       |         |         |          |               |               |               |               |                                                                         |
| 各駅停車                   | ←小手指   | ←小手指 | ←小手指 | 2本      | 2本           | 2本           | 2本           | 2本           | 西武線内各停                                                            |
| 各駅停車                   | ←保谷     | ←保谷   | ←保谷   | 2本      | 2本           | 2本           | 2本           | 2本           | 西武線内各停                                                            |
| 副都心線 各駅停車          |           | 2本     | 2本     | 2本      | 元町・中華街→ | 元町・中華街→ | 元町・中華街→ | 元町・中華街→ | 東急線・みなとみらい線内各停                                            |
| 副都心線 各駅停車          |           | 2本     | 2本     | 2本      | 元町・中華街→ | 元町・中華街→ | 元町・中華街→ | 元町・中華街→ | 東急線・みなとみらい線内急行                                            |
| 副都心線 各駅停車          |           | 1本     | 1本     | 1本      | 湘南台→       | 湘南台→       | 湘南台→       | 湘南台→       | 東急線内急行 相鉄線内各停                                               |
| 副都心線 各駅停車          | ←川越市   | 1本     | 1本     | 1本      | 湘南台→       | 湘南台→       | 湘南台→       | 湘南台→       | 東武線内普通 東急線内急行 相鉄線内各停                                  |
| 副都心線 （Fライナー）急行 | ←森林公園 | 2本     | 2本     | 2本      | 元町・中華街→ | 元町・中華街→ | 元町・中華街→ | 元町・中華街→ | 東武線内（Fライナー）快速急行 東急線・みなとみらい線内（Fライナー）特急 |

#### 和光市方面・東武東上線直通
朝・夕方：2 - 4分間隔（1時間に10 - 17往復）
1時間に東上線直通列車（川越市駅・志木駅発着）が6 - 8往復（朝の新木場方面行きと夕方の和光市方面行きは共に森林公園駅発着便もあり）、和光市駅発着列車が4 - 11往復、新木場駅発着が5 - 15往復。全列車各駅停車。
日中：5 - 7分間隔（1時間に6往復）
1時間に新木場駅 - 川越市駅間の列車が2往復、新木場駅 - 和光市駅間の列車が各4往復。
早朝・夜間：6 - 9分間隔
東武東上線直通列車は志木駅（平日のみの設定）・川越市駅・森林公園駅発着が運転されている。日中の川越市行きは小竹向原駅で西武池袋線系統のFライナーに連絡する（川越市発新木場行きは2025年ダイヤ改正により川越市発湘南台行きおよび和光市始発湘南台行きと入れ替わる形で接続しなくなった）。また同駅06分および36分発の新木場行き、29分および59分発の和光市行きは同駅で森林公園駅発着のFライナーに連絡する（緩急接続）。
一方線内運転の列車の大多数は新木場駅 - 和光市駅間の運転だが、一部列車は新木場駅 - 池袋駅間の運転である。また新木場駅 - 小竹向原駅間の列車が設定され、平日は新木場行き2本、土休日は小竹向原行き・新木場行きが1本ずつある。2013年3月16日のダイヤ改正では平日朝に豊洲行きが設定されたが、2019年10月15日のダイヤ修正までに新木場行きに延長され消滅している（詳細は豊洲駅#駅構造を参照）。初電として市ケ谷発和光市行き、有楽町発新木場行きがある。終電として平日に川越市始発（土休日は和光市始発）池袋行きが1本ある。
東上線内で人身事故・各種トラブルなどにより直通運転を見合わせた場合、すべて和光市駅での折り返し運転となるが、その逆もある。また池袋駅で運転を取りやめることもある。

#### 西武有楽町線・池袋線直通
朝：6 - 9分間隔
石神井公園駅・保谷駅・清瀬駅・所沢駅・小手指駅・飯能駅発着、新木場行き
その他の時間帯：5 - 30分間隔（1時間に2 - 6往復）
日中は新木場駅 - 小手指駅間・新木場駅 - 保谷駅間の列車ともに1時間各2往復（計4往復）運行されている。土休日は保谷行き一部が清瀬発着になっている。2022年3月のダイヤ改正で6往復から4往復に減便された。
夕方以降は新木場駅 - 石神井公園駅・飯能駅間の設定もある。
※西武ドームで野球が開催される場合、西武球場前行きの列車も運行される。

石神井公園駅、清瀬駅発着を中心に運転され、所沢発着も運転されている。飯能発着はわずかに運転されている。平日のみ清瀬発豊洲行き列車が一時期存在していたが、和光市方面・東武東上線直通の節で前述の通り、現在は設定されていない。
日中の小手指駅・保谷駅発着各駅停車は、小竹向原駅で、副都心線各駅停車・東急東横線内急行の和光市駅発着列車（東武東上線森林公園駅発着のFライナーの直前・直後）に連絡する。
西武線内の種別は各駅停車以外に準急・快速・快速急行として運行されるものがある。列車種別はすべて小竹向原駅で変更される。
池袋線内での人身事故・各種トラブルなどにより当路線との直通運転を見合わせた場合、西武線直通列車は池袋駅にて客扱いを打ち切り、小竹向原駅に回送した後に新木場方面へ折り返す。

### 列車種別

#### 各駅停車
東京地下鉄線内の各駅に停車する種別。後述の準急廃止後も、副都心線の急行に対しての「各駅停車」の一つの系統としてこの種別の表現は残されている。
有楽町線の種別表示は車種や所属会社によって「各駅停車」と「各停」が混在しているが、前者の場合でも西武池袋線内では「各停」表記に切り替えられる。
東上線内では普通として案内されるが、各停表示のまま運行されることもある。このほかダイヤ乱れの際には、副都心線直通列車の運用変更などにより東上線内急行・快速急行として運転される場合もある。
西武池袋線内は各停以外に小竹向原駅で種別を変更して快速・準急・快速急行として運行するものがある。かつては新木場駅から西武池袋線内の種別を案内していた（正確には各停は西武有楽町線小竹向原駅から普通であった）。一方新木場方面行は西武有楽町線練馬駅から全列車が各駅に停車するため、練馬駅から普通、小竹向原駅から各停として案内されていた。
2022年3月12日のダイヤ改正で日中の西武線直通列車は1時間6往復から4往復に減便され、減便分の運行区間が新木場駅 - 池袋駅間となったため、日中でも池袋行きが設定された。この列車は2023年3月18日のダイヤ改正で運行が取り止められている。

#### S-TRAIN
2017年3月27日より平日の通勤時間帯に運行を開始した座席指定列車。豊洲駅発着で全列車が西武有楽町線・池袋線に直通する。乗車には座席指定券が必要で、途中飯田橋駅・有楽町駅のみ停車する（池袋駅も通過。なお乗務員交代のため小竹向原駅に運転停車する）が、各駅とも朝は降車のみ・夕方は乗車のみの扱いとなり有楽町線内のみの利用は出来ない。有楽町線内で通過駅の設定がある種別としては2010年に廃止になった準急以来となる。
なお、土休日は副都心線・東急東横線・みなとみらい線直通（元町・中華街駅発着）となり、有楽町線には乗り入れない。また、座席指定列車のS-TRAINに限り、座席指定券の確認などを行うことから車掌が乗務しているため、ワンマン運転の対象外である。

### 副都心線の列車
副都心線開業後、当路線の和光市駅 - 小竹向原駅間は副都心線との共用区間となっている。この区間には副都心線の各駅停車・通勤急行・急行も運転されている。詳しくは「副都心線」を参照。

### 副都心線開業に伴う主な変化
2008年6月14日の副都心線開業に伴い、併走区間・線路共用区間のある有楽町線でも大幅なダイヤ改正が行われた。その際の主な変化は以下のとおりである。
- 優等種別の「準急」が設定された（詳細は後述）。和光市駅 - 新木場駅間の所要時分は各駅停車は49分35秒、準急列車は45分20秒とされた。
- 小竹向原駅で、有楽町線新木場行き列車と副都心線渋谷行き列車、和光市方面行き列車と西武線直通列車で相互接続が行われる。これは、副都心線開業前から新木場行き列車と新線池袋行き列車、和光市方面行き列車と西武線直通列車で相互接続が行われていた（ただし副都心線開業前後とも全便ではない）。
- 小竹向原駅で、片方の列車が遅れた場合でも接続待ちは行わなくなった。そのため接続予定の列車同士でも遅れた場合は接続を行わない。副都心線開業前は片方の列車が遅れた場合接続待ちを行っていた[注 13]。
- 東武東上線または西武線との相互直通列車で、和光市駅または小竹向原駅にて種別変更を行うものが増えた[注 14]。
- 西武線直通列車の始発・終着駅の変更や、系統入れ替えが行われた。以下はその一例。
  - 各駅停車は清瀬発着が増えた。
  - 日中の新木場 - 飯能発着（快速）と新線池袋 - 小手指間（各駅停車）を入れ替える形で、新木場 - 小手指間（準急）と渋谷 - 飯能間（快速）に変更された。

### 過去に存在した種別

#### 特急ロマンスカー「ベイリゾート」
小田急電鉄所属の60000形「MSE」により小田急線と千代田線を直通する特急ロマンスカーの一部を、「ベイリゾート」として年間30日程度、千代田線北千住駅から当路線の新木場駅に行き先・始発駅を変更して運転していた。
有楽町線桜田門駅と千代田線霞ケ関駅間を結ぶ連絡線（詳しくは後述）を経由し、霞ケ関駅で方向転換を行う。有楽町線内では豊洲駅と新木場駅のみに停車する。
2011年9月25日以降運行を休止していたが、2012年3月17日のダイヤ改正で運行中止となった。

#### 準急
相互乗り入れ先での種別ということではなく、有楽町線内で通過駅のある列車として初めて設定された種別。2008年6月14日のダイヤ改正で、平日の昼間と、土休日の早朝・深夜を除く時間帯に設定された。併走区間がある副都心線急行・通勤急行とともに、東京の地下鉄での料金不要の優等列車の運転は、東西線快速、都営新宿線急行、都営浅草線エアポート快特に次いで4例目であった。
停車駅は和光市、小竹向原、池袋 - 新木場間の各駅であった。
イメージカラーは黄緑。
設定当初は東武東上線および西武線との相互直通運転をする列車も存在した。運転本数は新木場方面は毎時3本（和光市発2本、小手指発1本）、和光市・東上線系統と西武線系統は毎時各2本ずつで、土休日ダイヤでは21時頃まで運転され、平日で往復22本（土休日は往復44本）が運行されていた。しかし、同年11月29日のダイヤ改正で平日・土休日ダイヤとも日中のみ、両方向とも毎時2本（1日あたり10往復）に大幅減便した上ですべての準急が和光市 - 新木場間の線内運転のみとなり、東武東上線・西武線直通準急や夕方以降の準急は各駅停車に格下げされた。さらに、準急の運行によって要町駅・千川駅では停車列車の本数・乗客の利用機会が減少したため、2駅が所在する豊島区議会は準急全廃を求める意見書を出していた。こうした意見を受け、東京メトロは2010年3月6日のダイヤ改正で準急を廃止することを発表し、有楽町線の準急は登場から2年足らずで姿を消した。
東上線直通の準急は和光市駅で「普通」に種別変更の上、東上線内を普通列車として運行していた（東上線準急と停車駅が変わらないので、7000系の一部車両は「準急」のまま走らせる場合もあった。また、東武車両のフルカラーLED表示は有楽町線準急が緑色、東上線準急が青色であった）。ただし、東上線直通の準急は本数が少なく、平日は新木場→川越市の片道1本が運転されるのみ、土休日も朝の川越市→新木場の3本と夕方以降の5往復が運転されるのみで、土休日に1本森林公園行きがある以外はすべて川越市発着であった。一方、西武線直通の準急は西武線内でも「準急」として運行するものと、小竹向原で「各停」「快速」に種別変更を行うものがあった。また、西武線直通の準急は小手指発着を中心に本数が多く、一部列車は清瀬発着・飯能発着として運行されていた。
なお、有楽町線の準急が廃止された後も、前述の副都心線の急行（Fライナー含む）が和光市、小竹向原、池袋と停まる速達列車として存続している。

## 車両
現在の車両はすべて副都心線と共通で使用され、小竹向原以東は原則として10両編成の自社車両・西武車・東武車のみが入線するが、和光市 - 小竹向原間および並走区間である小竹向原 - 池袋間の副都心線の線路には8両編成の自社車両・東急車・横浜高速車・相鉄車も入線する。

### 自社車両
- 17000系
2021年2月21日運行開始[報道 21][新聞 4]。7000系10両編成を置き換えた[報道 21][報道 32]。
- 10000系
2006年9月1日運行開始[53][54]。原則として10両編成であるが、第1 - 5編成は8両編成として運行することも可能である[53]。但し、8両編成は17000系8両編成同様の区間のみの運用となり、有楽町線では運行されない。

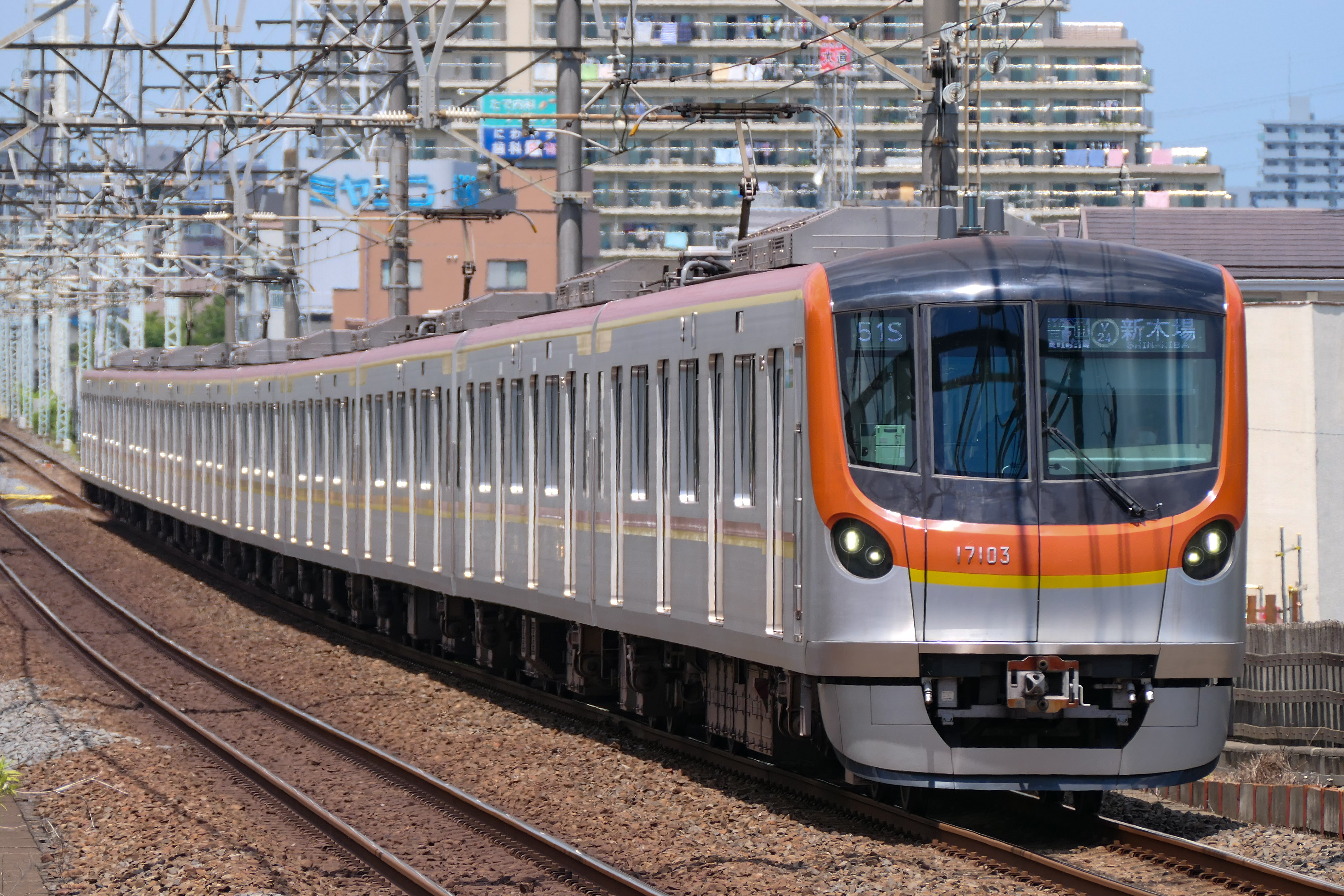
17000系 （2021年7月23日 柳瀬川駅 - 志木駅間）
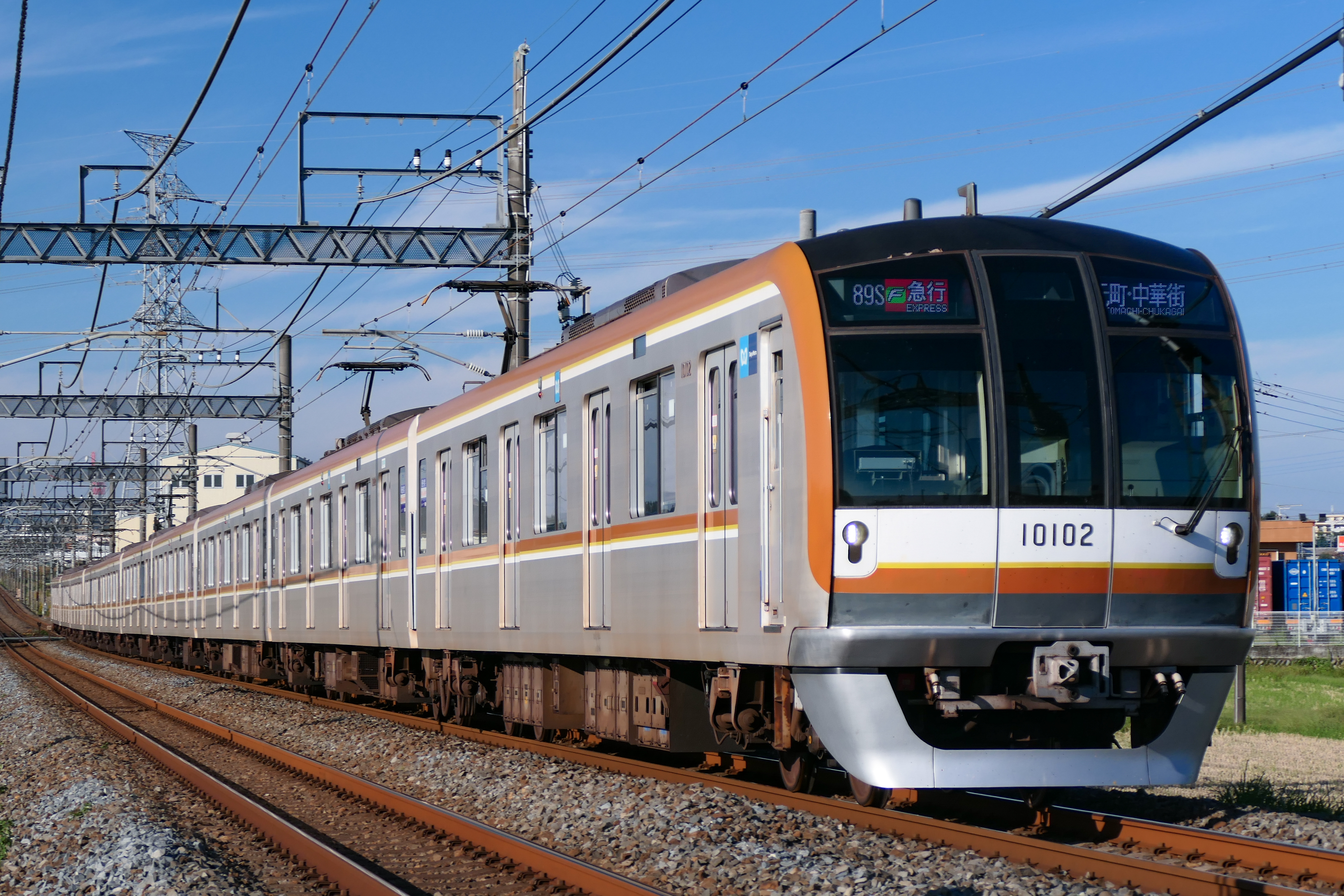
10000系 （2021年10月 東松山駅 - 高坂駅）

#### 過去の車両
- 7000系
有楽町線を通しで走る7000系はゴールド帯の10両編成のみであったが、2010年（平成22年）5月までに10両編成は副都心線・有楽町線兼用車への統一が完了し、ゴールド帯の7000系は消滅し、副都心線カラーの車両が運用されていた。
副都心線開業に備えて改造された8両編成車は有楽町線の運用には入らず、和光市 - 小竹向原間の副都心線との共用区間に副都心線の各駅停車として乗り入れていた。
2022年4月をもって営業運転を終了した[報道 33]。

- 07系
2009年（平成21年）3月までに全車両が東西線に転属した。

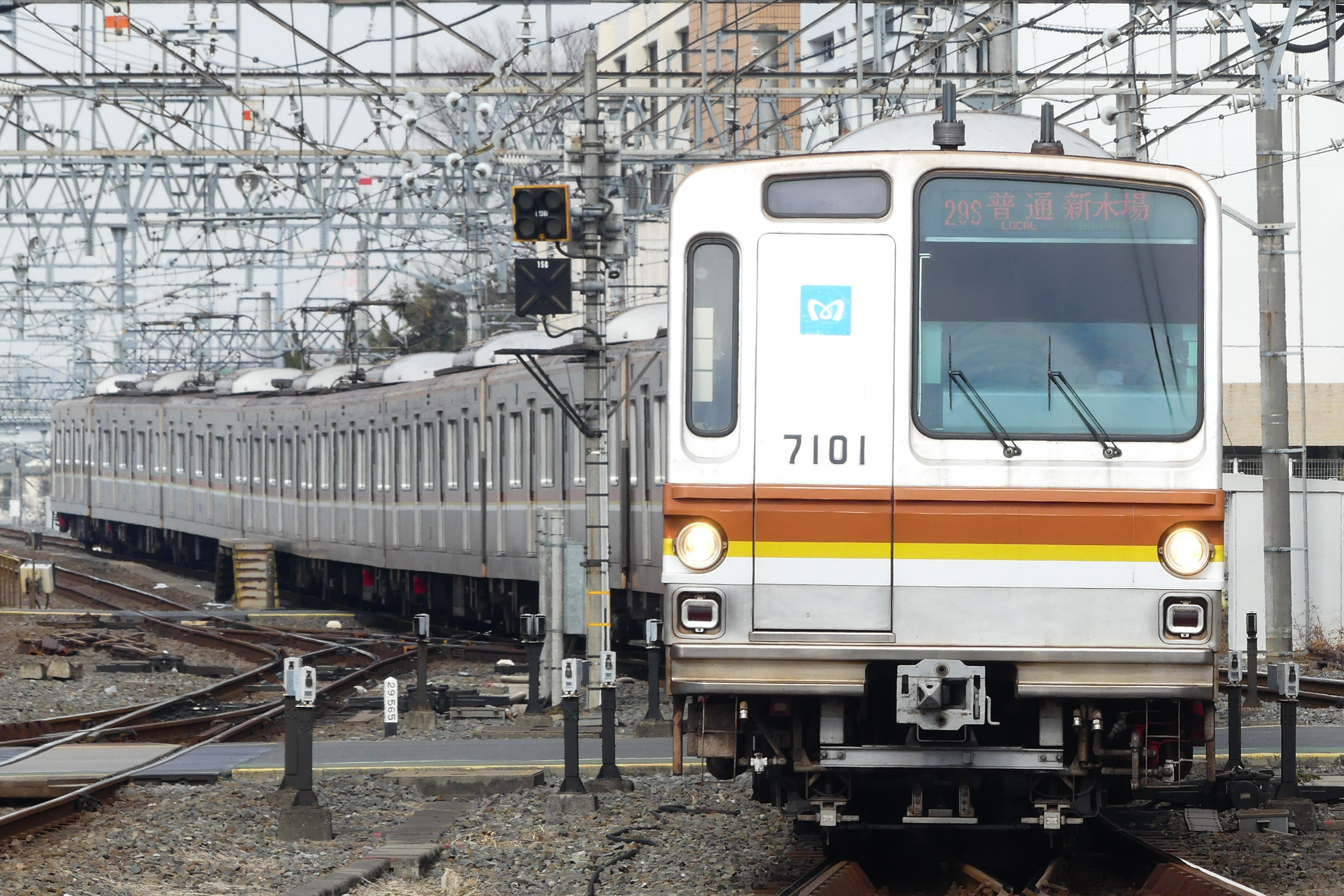
7000系 （2017年12月29日 川越市駅）
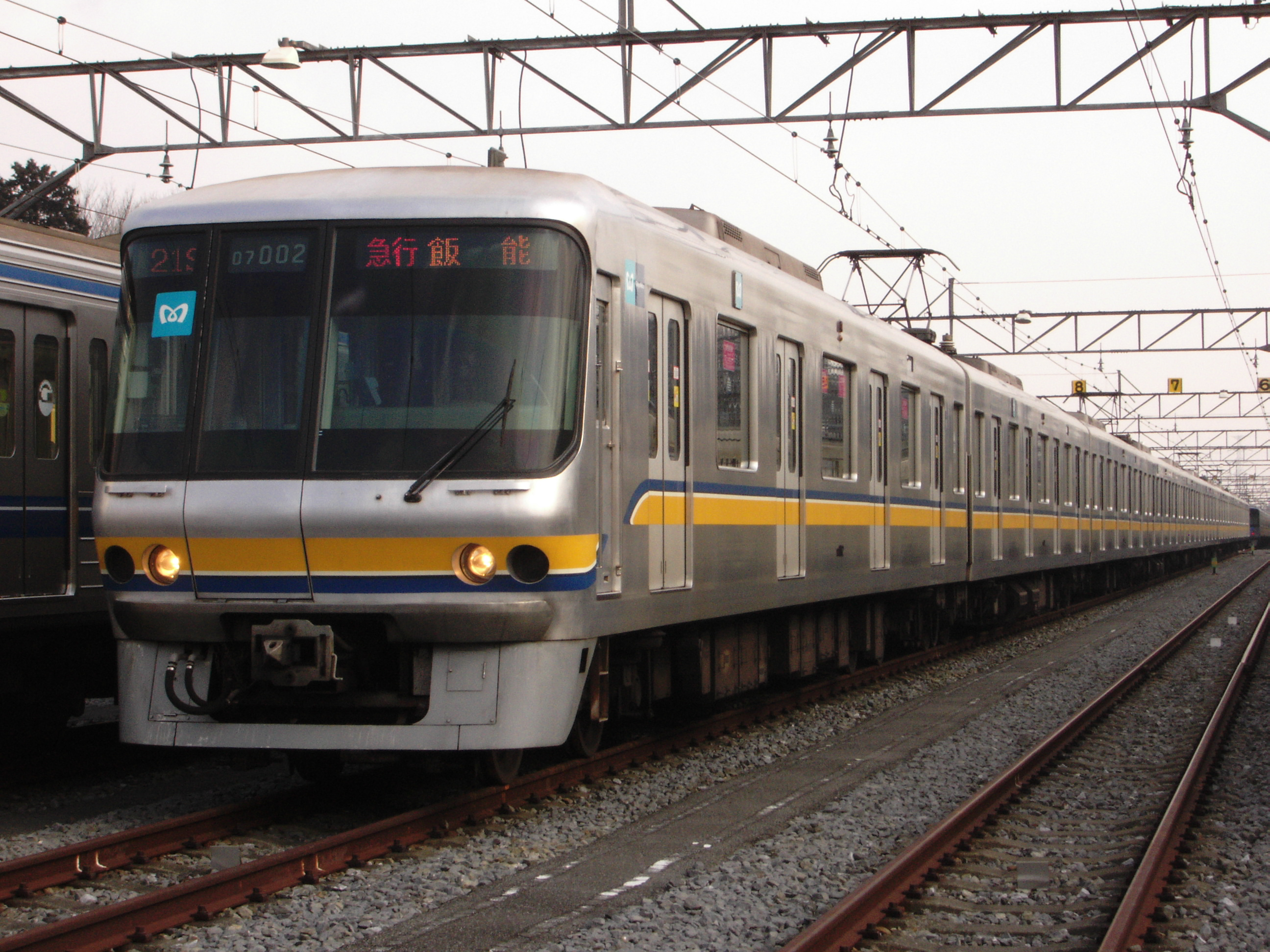
07系 （2007年2月10日）

### 乗り入れ車両
小竹向原駅 - 新木場駅間に乗り入れる車両を挙げる。

#### 現在の乗り入れ車両
西武鉄道

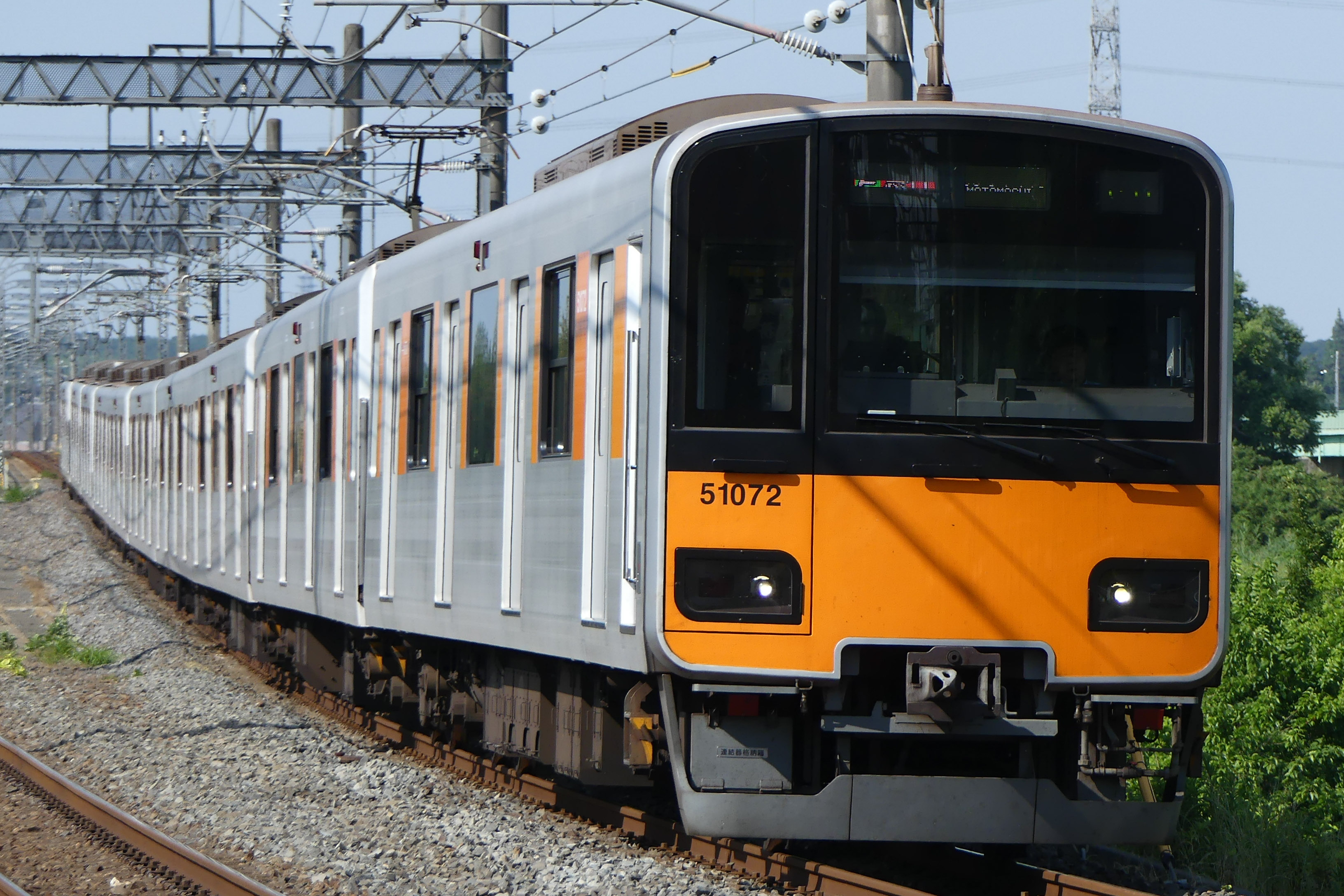
40000系
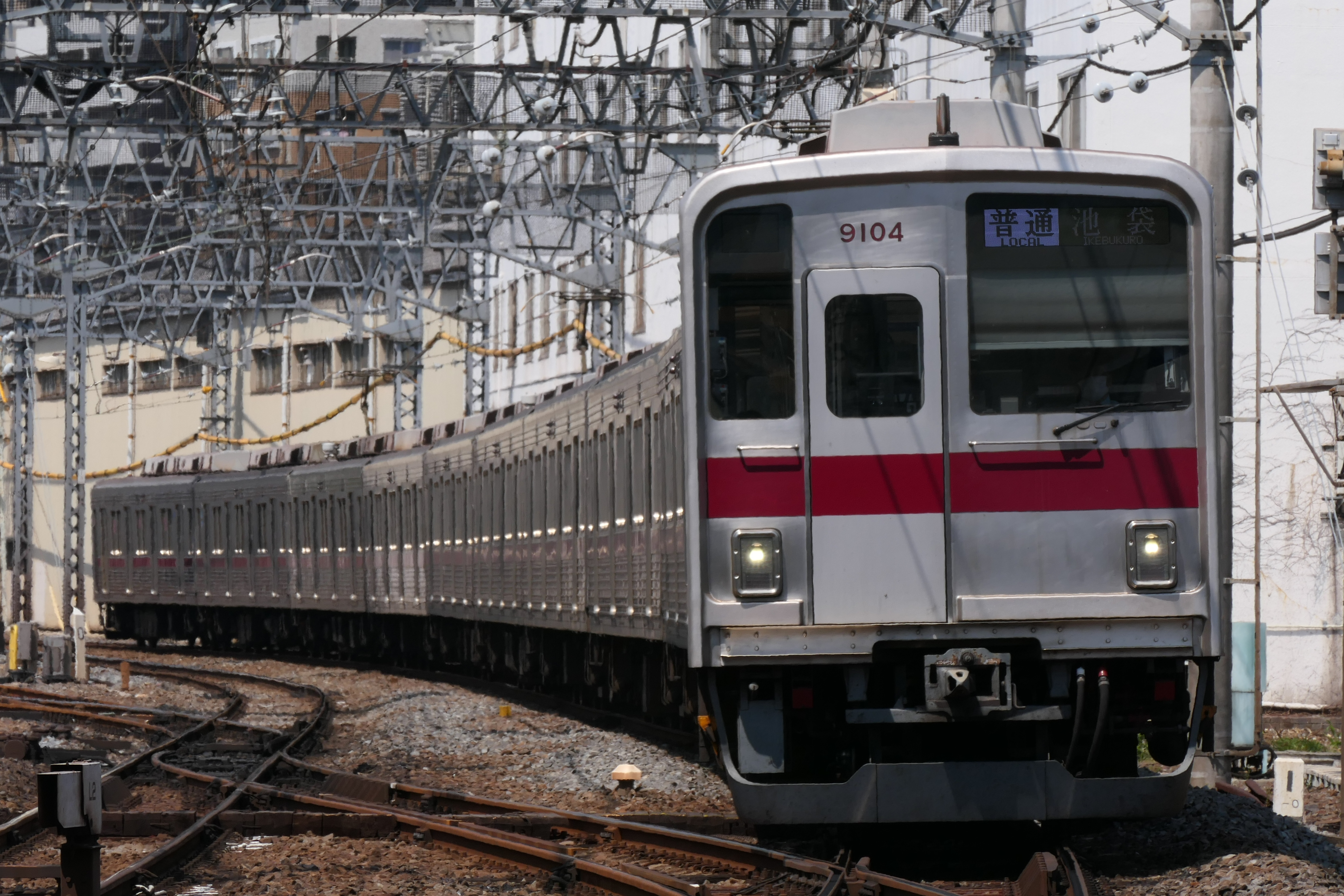
9000系9000型 （2020年4月11日）
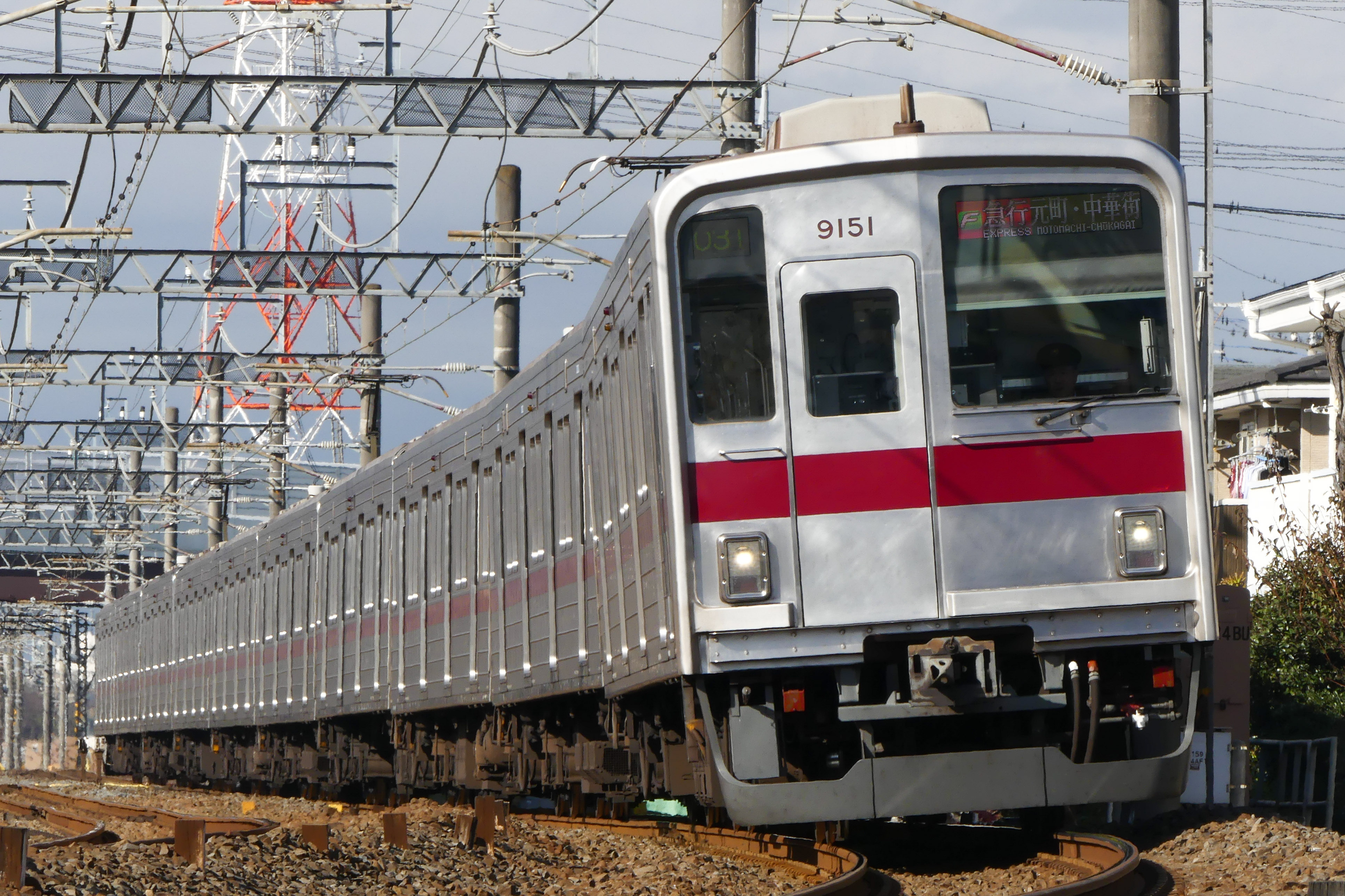
9000系9050型 （2016年11月26日）
0番台（デュアルシート車）は2017年3月25日より運行している「S-TRAIN」とその間合い運用で乗り入れている。50番台（ロングシート車）は和光市駅発着を含む一般列車として、6000系と共通運用で乗り入れている。
- 6000系
西武池袋線との相互直通運転が開始された1994年から乗り入れている車両。2007年時点では試作車の6101F・6102Fを除いた全編成が乗り入れていたが、2023年3月に6108Fが西武新宿線・拝島線へ転属したのを皮切りに、6103F - 6108Fの6本が西武新宿線・拝島線へ転属した。また、アルミ車体の50番台は2024年3月30日までに東京メトロ線・東急線・みなとみらい線への乗り入れを終了し、東京メトロ線・東急線・みなとみらい線乗り入れ対応編成は6109F - 6117Fの9本のみとなった。

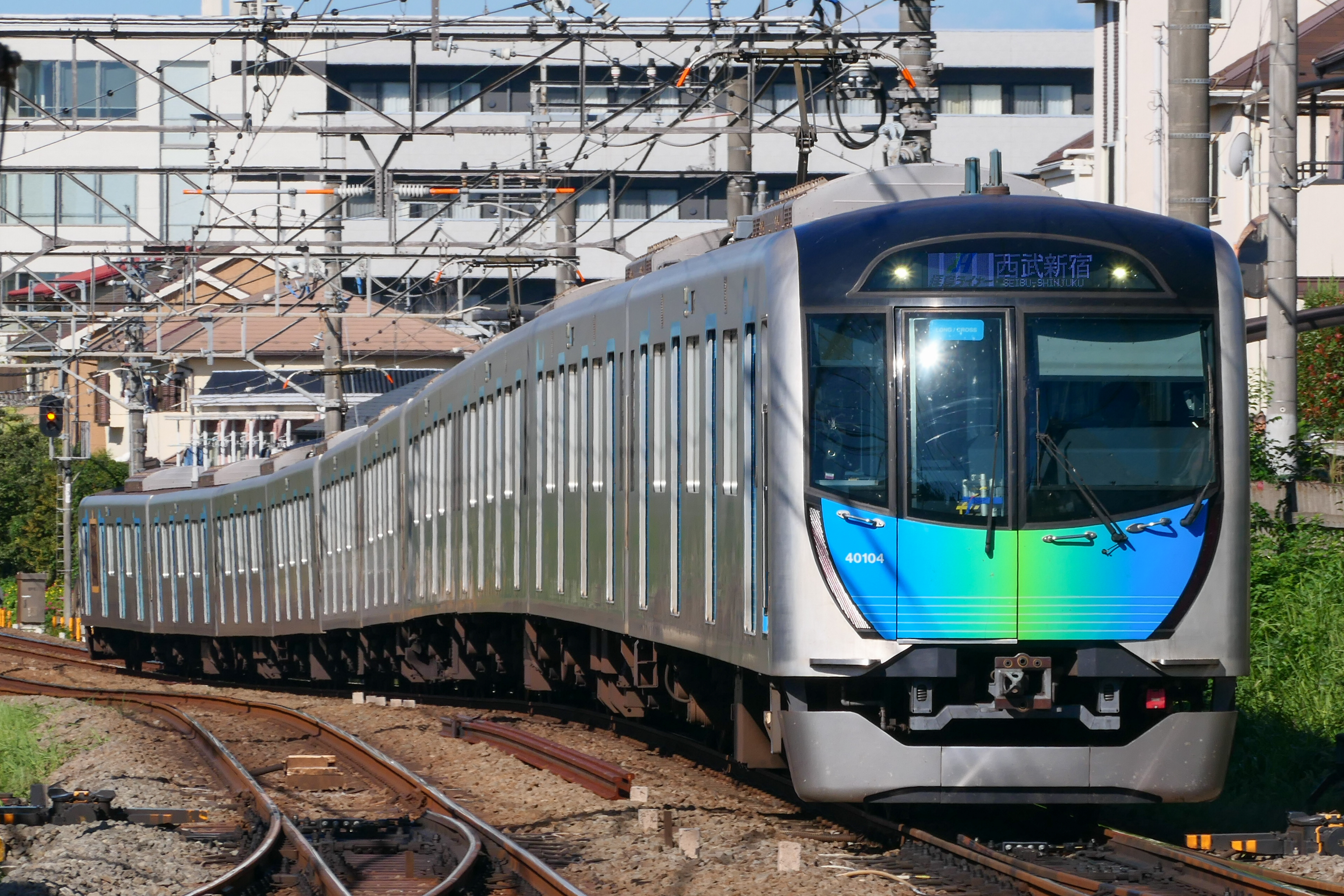
40000系0番台 （2023年10月）
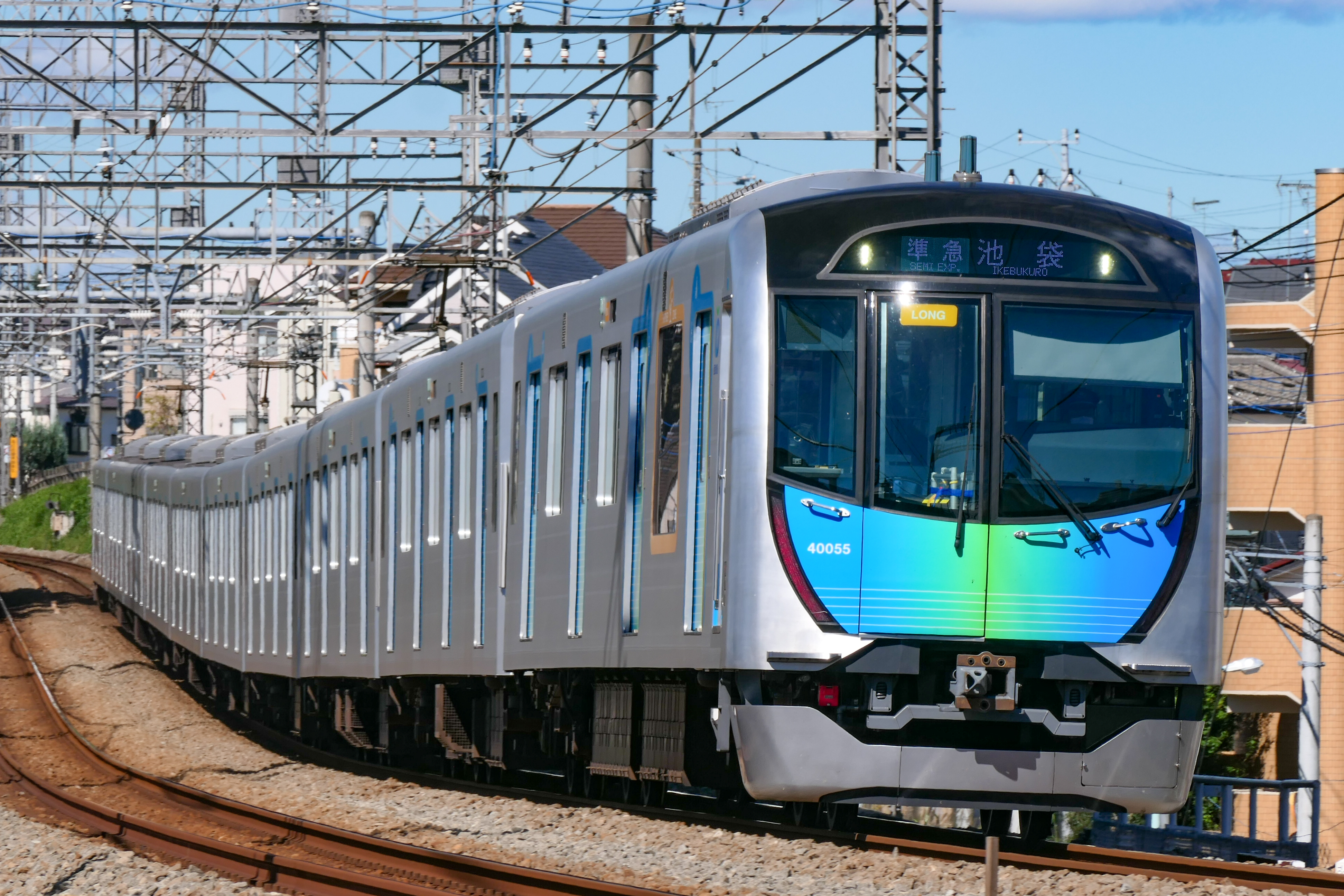
40000系50番台 （2021年10月）
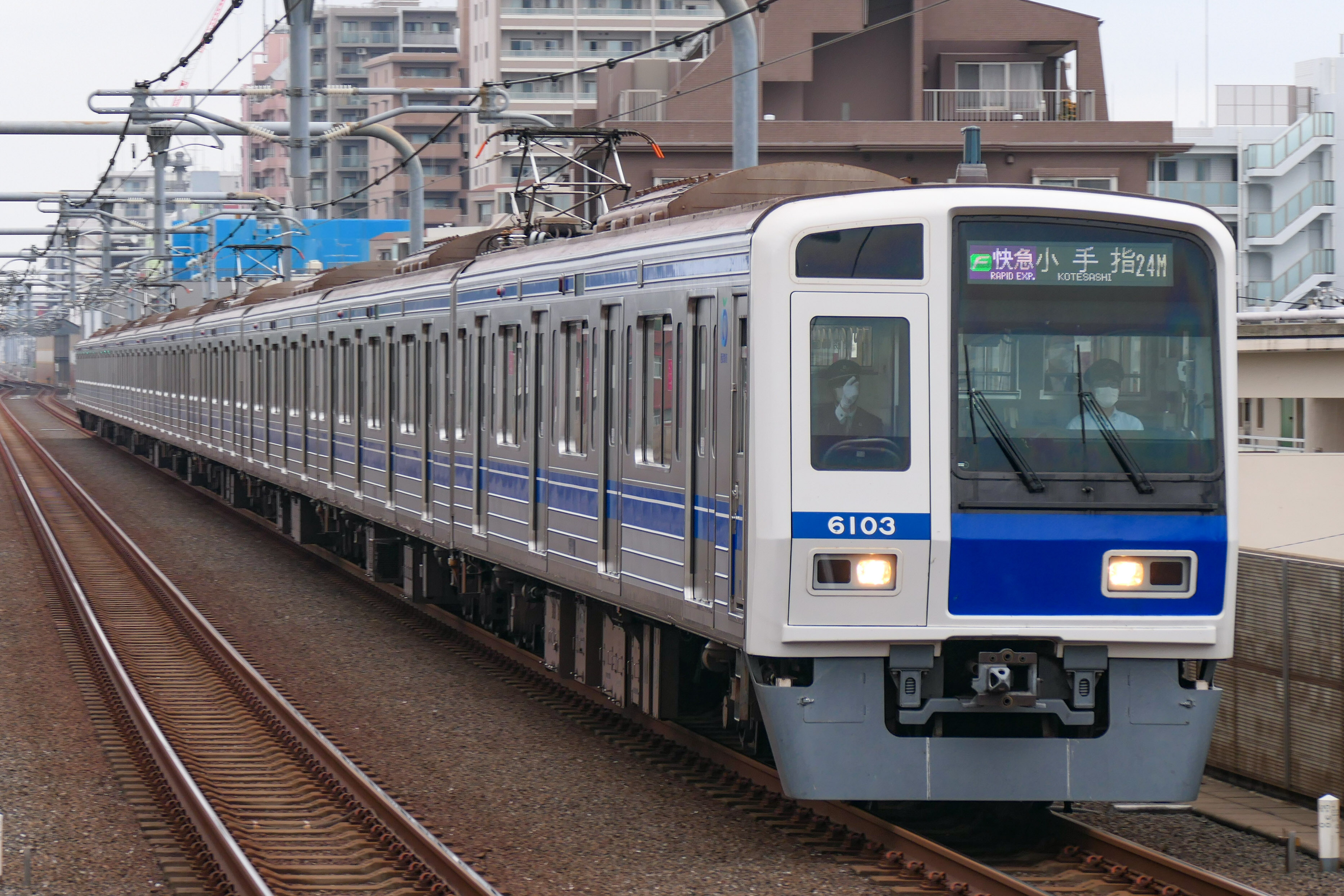
6000系ステンレス車 （2021年6月）
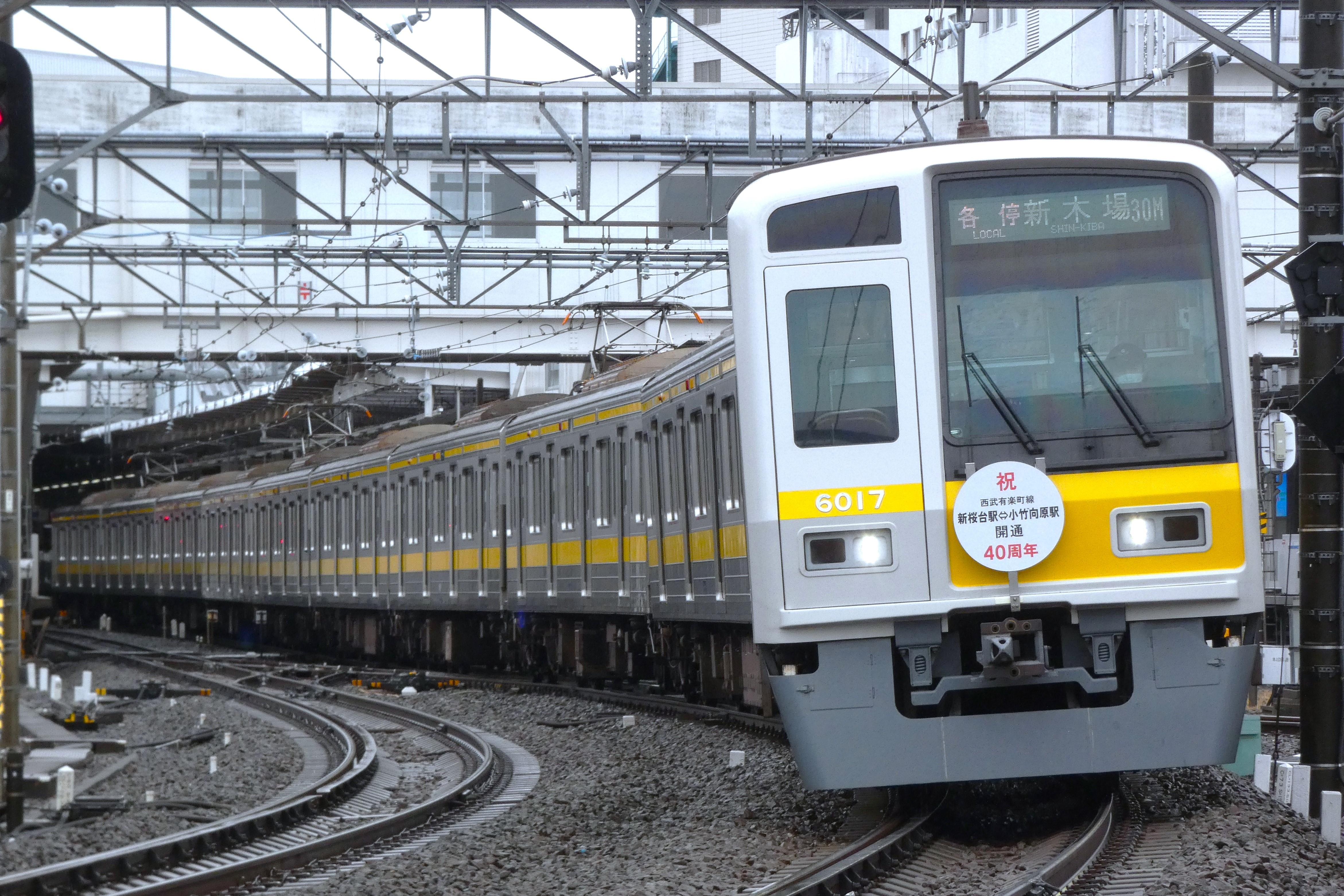
6000系西武有楽町線開業40周年記念ラッピング （2024年3月）
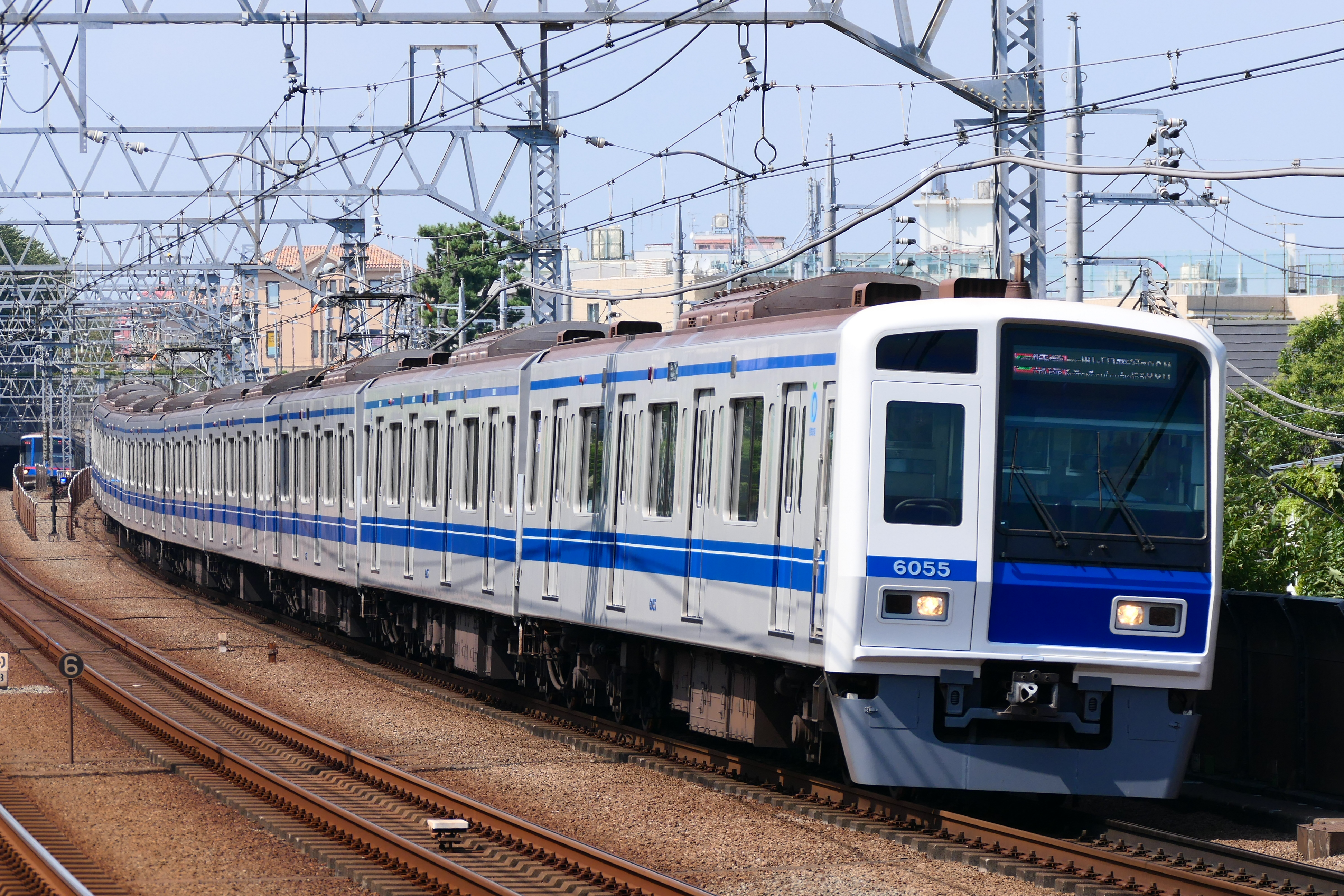
6000系アルミ車 （2019年8月13日）

東武鉄道
- 50000系（50070型）
9000型・9050型と共通で運用されている。
- 9000系（9000型・9050型）
東武東上線との相互直通運転を開始した1987年から乗り入れている車両。ドアの配置が他編成と異なる第1編成（9101F） 以外の10両編成9本90両（9102F - 9108F・9151F・9152F）が乗り入れている。副都心線開業までに9101F以外の全編成が副都心線対応工事を完了させた。9101Fについては2023年10月17日付で廃車され、9000系で初となる廃車が発生した。なお、電機子チョッパ制御を採用している9102F - 9108Fは、東京メトロ線・東急線・みなとみらい線で運用される車両では唯一VVVF制御ではない車両となっている。また、9000系は今後新型車両90000系に代替され営業運転を終了する予定。

- 50000系50070型
（2018年6月2日）
- 9000系9000型
 （2020年4月11日）
- 9000系9050型
（2016年11月26日）

#### 輸送障害時のみ乗り入れ

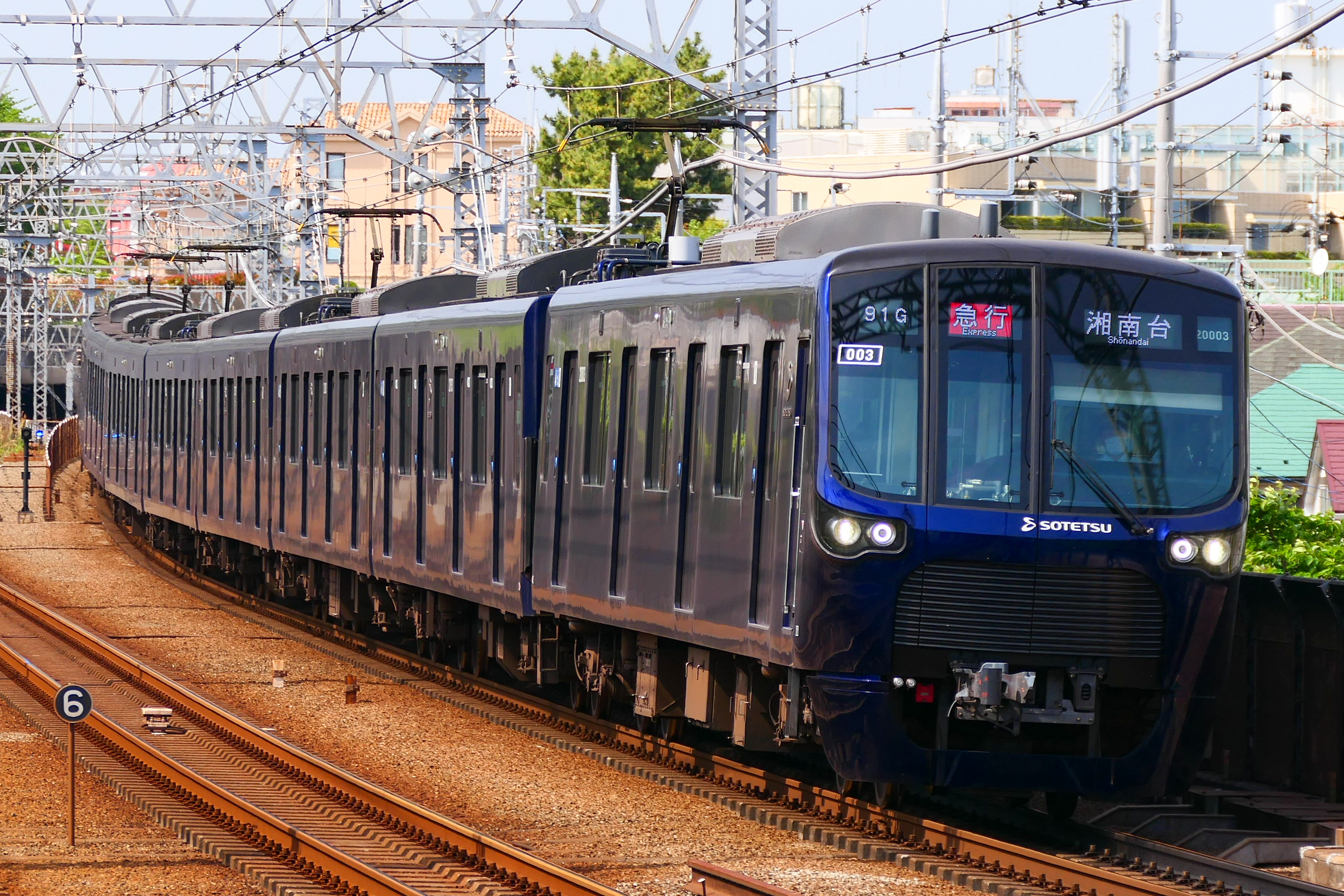
相鉄20000系 （2023年4月28日）

以下の車両は2025年時点で定期運用はないが、輸送障害時などに限って入線することがある。
東急電鉄
- 5050系4000番台
副都心線と東横線が直通運転を開始するのを前に、2012年9月から東武・西武の2社に貸し出され先行運用を開始し、定期運用も存在した。副都心線との直通運転が開始された2013年3月16日以降は、小竹向原 - 新木場間での定期運用は設定されていない。但し、輸送障害時の際には現在でも有楽町線へ入線することがある。

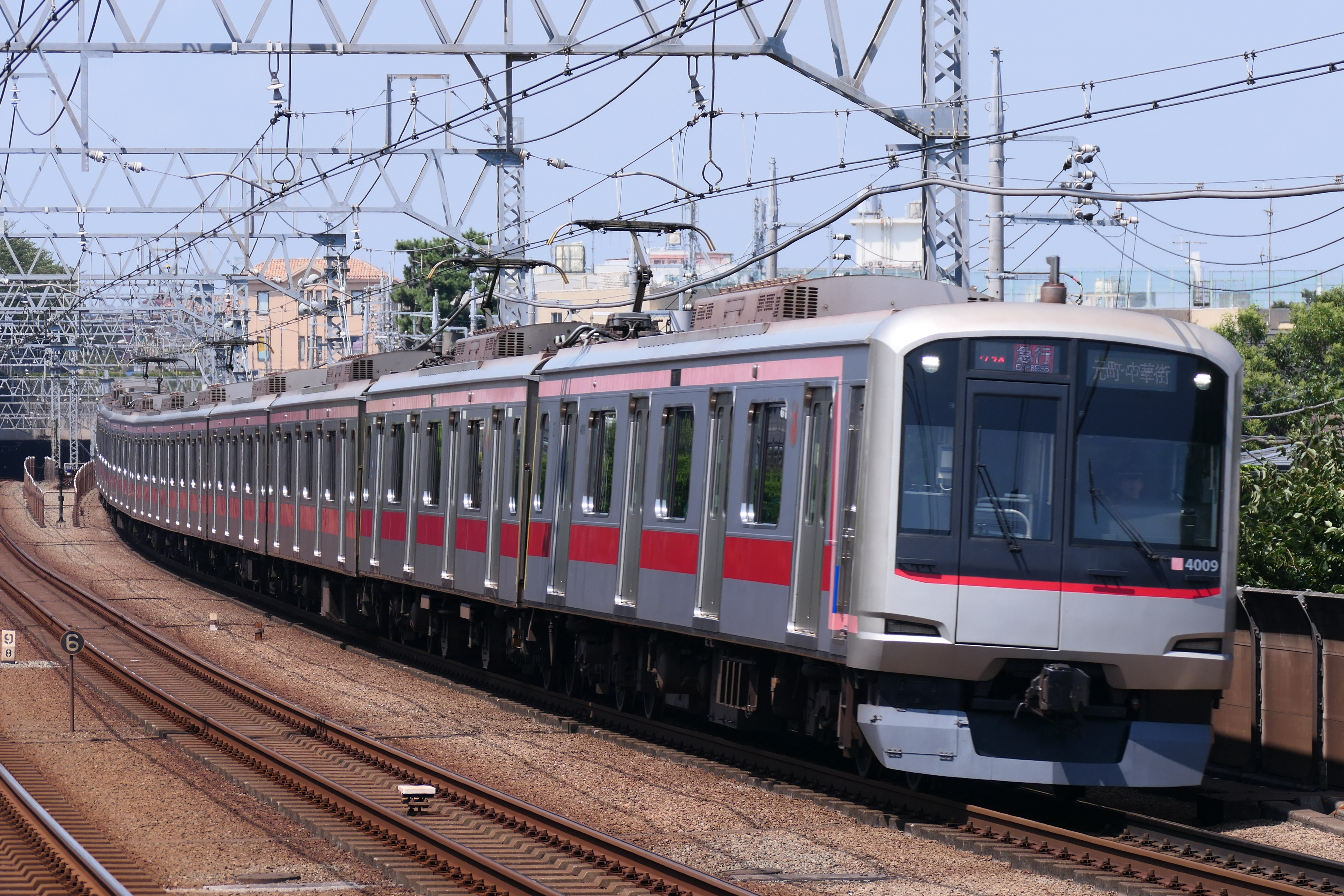
5050系4000番台 （2019年8月13日）

相模鉄道
- 20000系
東急新横浜線と相鉄新横浜線が開業するまでの間、東京メトロに貸し出され試運転で入線した時期がある。副都心線が東急東横線・東急新横浜線を介して相鉄線との直通運転が開始された2023年3月18日以降も、小竹向原駅 - 新木場駅間での定期運用は設定されていない。但し、輸送障害時の際には有楽町線へ営業運転で入線することがある。また、有楽町線へ営業運転で入線する場合も和光市駅までの乗り入れで、それより先の東武東上線や小竹向原駅で分岐する西武線へは乗り入れない。

- 相鉄20000系
（2023年4月28日）

#### 過去の乗り入れ車両
小田急電鉄
- 60000形 MSE
不定期列車として運行された。詳細は#特急ロマンスカー「ベイリゾート」の節を参照。

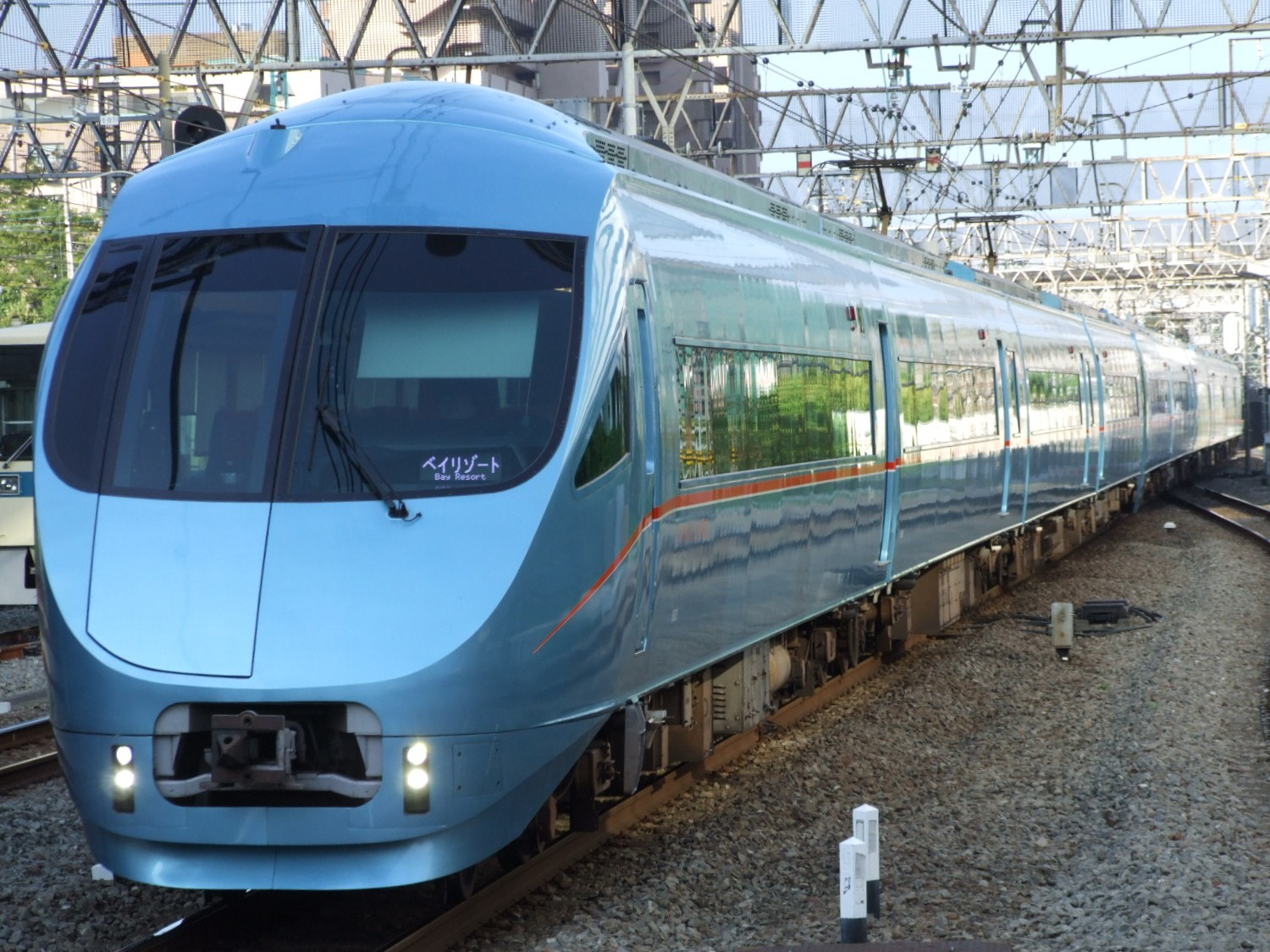
60000形 MSE ベイリゾート （2008年8月16日）

## 有楽町線内での種別表示
現在、有楽町線内では各駅停車のみが運行されている。車両側では「各駅停車」と種別を表示する。これに対し、和光市駅 - 小竹向原駅以外の駅の発車案内標では、種別欄が空白となる。

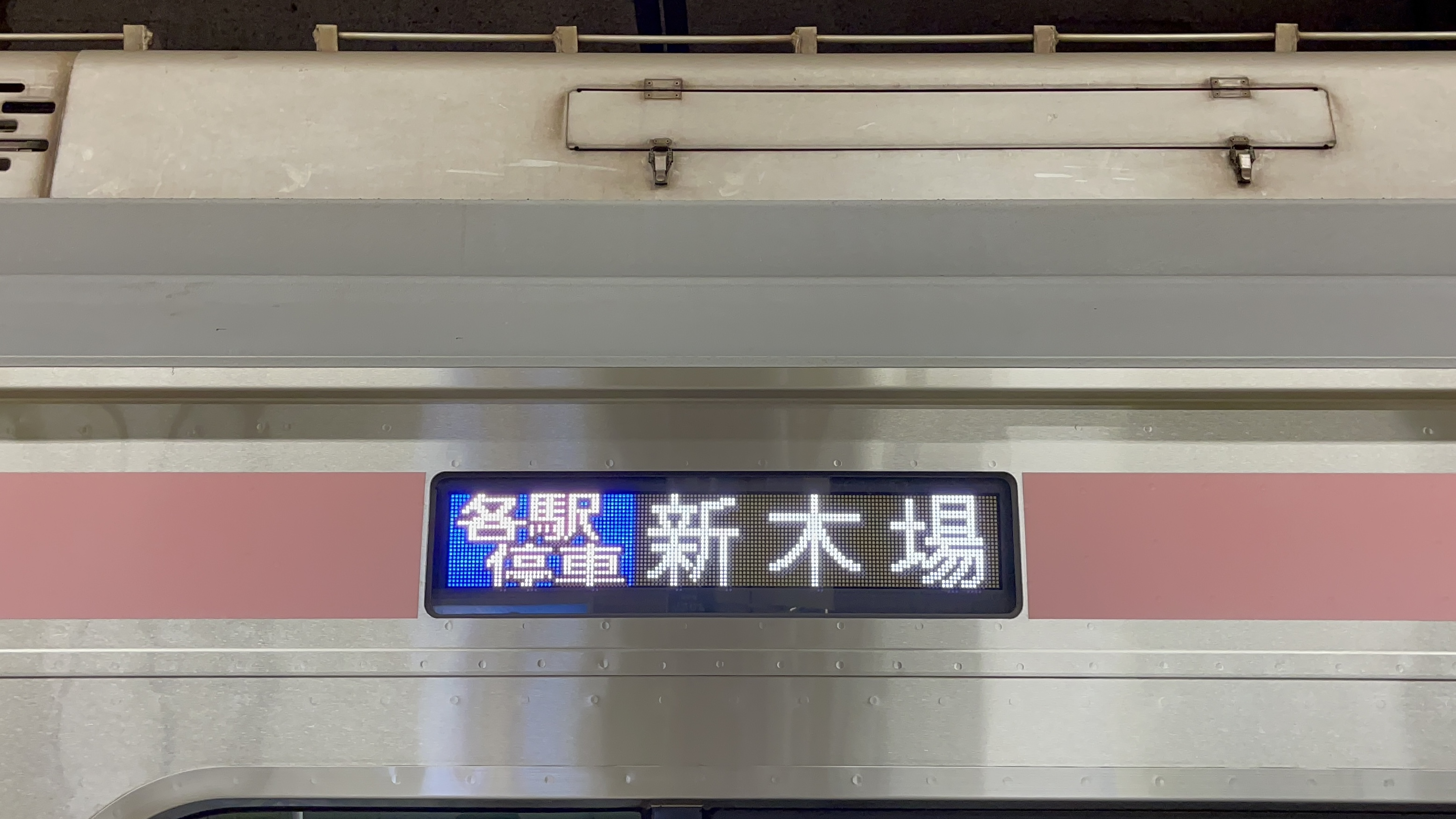
東京メトロ有楽町線の電車の側面行先表示器

東武東上線と相互乗り入れする列車は、東上線内ではすべて「普通」であるため、和光市駅にて「各駅停車」と「普通」の種別表示を変更する。ただし、副都心線開業前までの東上線と相互乗り入れする列車は、東上線準急と停車駅が変わらないので、和光市駅で種別表示を変更することがあった。また、西武線と相互乗り入れする列車は、小竹向原駅で種別表示を変更し、有楽町線内での西武線内の種別の表示は行わずに「各停」と表示する。
なお、副都心線開業前も、有楽町線内は全列車各駅停車であり、副都心線開業前は車両によって種別表示の有無が異なっていた。なお、副都心線開業前は「各停」は用いられず、種別表示は「普通」であった。また、以下のようになっていた。
乗り入れ先区間も含めて全区間各駅停車の列車の場合
- 駅の発車案内標は、和光市駅以外はすべて種別欄が空白だった。
- 東京地下鉄の車両は行先のみを表示した。
- 東武鉄道の車両は50070系および改造工事後の9000系・9050系は前面・側面共に種別表示を行っていた。なお、改造工事前の東武9000系・9050系は、2000年頃までは前面も含め種別表示を行わず、2000年頃からは前面のみ種別表示を行い側面は行先のみを表示していた（改造工事直後の一時期も同様だった）。
- 西武鉄道の車両は当初より前面・側面共に種別表示を行っていた。

東上線内が準急になる場合
- A線（新木場・新線池袋方面）
  - 有楽町線内の駅の発車案内標は、すべて種別欄が空白だった。
  - 東京地下鉄の車両（LED式行先表示器を装備する）は手動で各駅停車（種別無表示）に変更していた。

- 東武鉄道の車両は50070系および改造工事後の9000系・9050系は前面・側面共に種別表示を行っていた。なお、改造工事前の東武9000系・9050系は、1987年8月25日から2008年頃までは東上線内の種別表示のまま有楽町線内でも変更は行わなかった。しかし、利用客の誤解や誤乗を防ぐため、また、副都心線開業準備（一部で途中駅から種別が変わる系統が発生するのに備えた）のために、2008年頃から和光市駅で種別を「普通」に変更するようになった（改造工事直後の一時期も同様だった）。
- B線（和光市・川越市・森林公園方面）
  - 駅の発車案内標や東京地下鉄の車両・東武鉄道の車両とも有楽町線内でも始発駅から東上線内の種別を表示していた。なお、東京メトロ民営化後の一時期、車内表示・車内自動放送は有楽町線内では種別を案内しない（種別無案内）こともあった。

西武線内が快速や準急になる場合
- A線（新木場・新線池袋方面）
  - 有楽町線内の駅の発車案内標は、すべて種別欄が空白だった。
  - 東京地下鉄の車両（LED式行先表示器を装備する）は手動で各駅停車（種別無表示）に変更していた。
  - 西武鉄道の車両は1998年3月26日から2005年頃までは西武線内の種別表示のまま有楽町線内でも変更は行わなかった。しかし、利用客の誤解や誤乗を防ぐため、また、副都心線開業準備（一部で途中駅から種別が変わる系統が発生するのに備えた）のために、2005年頃から小竹向原駅で種別を「普通」に変更するようになった。

- B線（小竹向原・練馬・飯能方面）
  - 駅の発車案内標や東京地下鉄の車両・西武鉄道の車両とも有楽町線内でも始発駅から西武線内の種別を表示していた。なお、東京メトロ民営化後の一時期、車内表示・車内自動放送は有楽町線内では種別を案内しない（種別無案内）こともあった。

## 女性専用車
2005年10月31日から導入され、2013年3月18日より設定時間帯を変更した。なお、ダイヤ乱れ時には女性専用車の運用は取りやめられる。
2013年3月18日 - （現行）
- 平日の始発列車から新木場方面行最後尾の1号車に設置。9時30分をもって終了。他社からの直通や途中駅始発の列車も含むが、「S-TRAIN」は対象外。

設定開始当初 - 2013年3月15日
- 平日の朝ラッシュ時、和光市駅を7時07分から9時12分までに発車する新木場行列車または小竹向原駅を7時20分から9時15分までに発車する新木場行き列車の、進行方向最後尾車両に設定。
- 他社線直通列車は、乗り入れ先の始発駅より実施。
- 9時20分になった時点で女性専用車の扱いを終了。

## 利用状況
2023年（令和4年）度の最混雑区間（A線、東池袋 → 護国寺間）の混雑率は148%である。
東上線との直通運転を開始した1987年度は混雑率が229%を記録したが、輸送力の増強により1993年度に180%程度に緩和された。1998年度以降は輸送人員が減少傾向となり、副都心線が開業した2008年度に混雑率が170%を下回った。
2007年度の一日平均通過人員は池袋 - 飯田橋間で37万人を超えており、そのうち江戸川橋 - 飯田橋間が378,275人で最も多い。飯田橋で輸送量が減少し、飯田橋 - 市ケ谷間は301,399人である。その後は豊洲まで輸送量が20万人を超えるが、豊洲で再度輸送量が減少し、豊洲 - 辰巳間が112,576人である。一方、和光市方面は池袋を境に輸送人員が減少する。特に西武線と分岐する小竹向原で輸送量が減少し、氷川台 - 小竹向原間が229,420人である。その後も減少傾向が続き、埼玉県との都県境を越える和光市 - 地下鉄成増間が113,140人である。最も通過人員が少ないのは辰巳 - 新木場間で、92,483人である。
近年の輸送実績を下表に記す。表中、最高値を赤色で、最高値を記録した年度以降の最低値を青色で、最高値を記録した年度以前の最低値を緑色で表記している。
| 年度               | 最混雑区間（東池袋 → 護国寺間）輸送実績 | 最混雑区間（東池袋 → 護国寺間）輸送実績 | 最混雑区間（東池袋 → 護国寺間）輸送実績 | 最混雑区間（東池袋 → 護国寺間）輸送実績 | 特記事項                                                                          |
| 年度               | 運転本数：本                            | 輸送力：人                              | 輸送量：人                              | 混雑率：%                               | 特記事項                                                                          |
| ------------------ | --------------------------------------- | --------------------------------------- | --------------------------------------- | --------------------------------------- | --------------------------------------------------------------------------------- |
| 1975年（昭和50年） | 20                                      | 14,080                                  | 22,874                                  | 162                                     |                                                                                   |
| 1976年（昭和51年） | 20                                      | 14,080                                  | 26,023                                  | 185                                     |                                                                                   |
| 1977年（昭和52年） | 20                                      | 14,080                                  | 26,148                                  | 186                                     |                                                                                   |
| 1978年（昭和53年） | 20                                      | 14,080                                  | 26,754                                  | 190                                     |                                                                                   |
| 1979年（昭和54年） | 20                                      | 14,080                                  | 29,369                                  | 209                                     |                                                                                   |
| 1980年（昭和55年） | 20                                      | 14,080                                  | 29,519                                  | 210                                     |                                                                                   |
| 1981年（昭和56年） | 20                                      | 14,080                                  | 30,576                                  | 217                                     |                                                                                   |
| 1982年（昭和57年） | 20                                      | 14,080                                  | 30,969                                  | 220                                     |                                                                                   |
| 1983年（昭和58年） | 17                                      | 24,208                                  | 40,897                                  | 169                                     | 1983年6月24日、営団成増 - 池袋間開業                                              |
| 1984年（昭和59年） | 17                                      | 24,208                                  | 41,446                                  | 171                                     |                                                                                   |
| 1985年（昭和60年） | 17                                      | 24,208                                  | 47,128                                  | 195                                     |                                                                                   |
| 1986年（昭和61年） | 17                                      | 24,208                                  | 48,667                                  | 201                                     |                                                                                   |
| 1987年（昭和62年） | 17                                      | 24,208                                  | 55,331                                  | 229                                     | 1987年8月25日、和光市 - 営団成増間開業・東武東上線との直通運転開始                |
| 1988年（昭和63年） | 18                                      | 25,632                                  | 56,205                                  | 219                                     | 1988年6月8日、新富町 - 新木場間開業                                               |
| 1989年（平成元年） | 20                                      | 28,480                                  | 58,782                                  | 206                                     |                                                                                   |
| 1990年（平成02年） | 20                                      | 28,480                                  | 59,544                                  | 209                                     |                                                                                   |
| 1991年（平成03年） | 20                                      | 28,480                                  | 59,993                                  | 211                                     |                                                                                   |
| 1992年（平成04年） | 21                                      | 29,904                                  | 61,011                                  | 204                                     |                                                                                   |
| 1993年（平成05年） | 23                                      | 32,752                                  | 59,422                                  | 181                                     |                                                                                   |
| 1994年（平成06年） | 23                                      | 32,752                                  | 60,401                                  | 184                                     | 1994年12月7日、有楽町線新線開業                                                   |
| 1995年（平成07年） | 24                                      | 34,176                                  | 61,271                                  | 179                                     |                                                                                   |
| 1996年（平成08年） | 24                                      | 34,176                                  | 60,729                                  | 178                                     |                                                                                   |
| 1997年（平成09年） | 24                                      | 34,176                                  | 61,014                                  | 179                                     | 1998年3月26日、西武池袋線との直通運転開始                                         |
| 1998年（平成10年） | 24                                      | 34,176                                  | 61,437                                  | 180                                     |                                                                                   |
| 1999年（平成11年） | 24                                      | 34,176                                  | 60,460                                  | 177                                     |                                                                                   |
| 2000年（平成12年） | 24                                      | 34,176                                  | 60,312                                  | 176                                     |                                                                                   |
| 2001年（平成13年） | 24                                      | 34,176                                  |                                         | 177                                     |                                                                                   |
| 2002年（平成14年） | 24                                      | 34,176                                  | 60,226                                  | 176                                     |                                                                                   |
| 2003年（平成15年） | 24                                      | 34,176                                  | 60,113                                  | 176                                     |                                                                                   |
| 2004年（平成16年） | 24                                      | 34,176                                  |                                         | 174                                     |                                                                                   |
| 2005年（平成17年） | 24                                      | 34,176                                  |                                         | 175                                     |                                                                                   |
| 2006年（平成18年） | 24                                      | 34,176                                  | 60,020                                  | 176                                     |                                                                                   |
| 2007年（平成19年） | 24                                      | 34,176                                  | 59,230                                  | 173                                     |                                                                                   |
| 2008年（平成20年） | 24                                      | 34,176                                  | 57,590                                  | 169                                     | 2008年6月14日、東京メトロ副都心線開業                                             |
| 2009年（平成21年） | 24                                      | 34,176                                  | 57,109                                  | 167                                     |                                                                                   |
| 2010年（平成22年） | 24                                      | 34,176                                  | 57,411                                  | 168                                     |                                                                                   |
| 2011年（平成23年） | 24                                      | 34,176                                  | 57,211                                  | 167                                     |                                                                                   |
| 2012年（平成24年） | 24                                      | 34,176                                  | 58,050                                  | 170                                     | 2013年3月16日、副都心線が東急東横線・みなとみらい線との直通運転開始               |
| 2013年（平成25年） | 24                                      | 34,176                                  | 56,397                                  | 165                                     |                                                                                   |
| 2014年（平成26年） | 24                                      | 34,176                                  | 54,726                                  | 160                                     |                                                                                   |
| 2015年（平成27年） | 24                                      | 34,176                                  | 54,915                                  | 161                                     |                                                                                   |
| 2016年（平成28年） | 24                                      | 34,176                                  | 54,457                                  | 159                                     |                                                                                   |
| 2017年（平成29年） | 24                                      | 34,176                                  | 55,847                                  | 163                                     |                                                                                   |
| 2018年（平成30年） | 24                                      | 34,176                                  | 56,254                                  | 165                                     |                                                                                   |
| 2019年（令和元年） | 24                                      | 34,176                                  | 56,269                                  | 165                                     |                                                                                   |
| 2020年（令和02年） | 24                                      | 34,176                                  | 37,419                                  | 109                                     |                                                                                   |
| 2021年（令和03年） | 24                                      | 34,176                                  | 34,959                                  | 102                                     |                                                                                   |
| 2022年（令和04年） | 24                                      | 36,432                                  | 47,726                                  | 131                                     | 2023年3月18日、副都心線が東急東横線を経由して東急新横浜線・相鉄線との直通運転開始 |
| 2023年（令和05年） | 23                                      | 34,914                                  | 51,673                                  | 148                                     |                                                                                   |

## 駅一覧
- 駅番号はA線方向（和光市から新木場の方向）に増加。

凡例
●：停車駅、｜：通過駅、 ◇：運転停車
各駅停車はすべての駅に停車するため省略。
| 駅番号       | 駅名         | 駅間キロ     | 累計キロ     | S-TRAIN | 接続路線・備考 | 所在地 | 所在地 |
| ------------ | ------------ | ------------ | ------------ | --- | --- | --- | --- |
| 直通運転区間 | 直通運転区間 | 直通運転区間 | 直通運転区間 | 和光市駅から 東武東上線森林公園駅まで 小竹向原駅から 西武有楽町線経由 西武池袋線飯能駅（臨時列車は西所沢駅経由 西武狭山線西武球場前駅）まで | 和光市駅から 東武東上線森林公園駅まで 小竹向原駅から 西武有楽町線経由 西武池袋線飯能駅（臨時列車は西所沢駅経由 西武狭山線西武球場前駅）まで                                                          | 和光市駅から 東武東上線森林公園駅まで 小竹向原駅から 西武有楽町線経由 西武池袋線飯能駅（臨時列車は西所沢駅経由 西武狭山線西武球場前駅）まで | 和光市駅から 東武東上線森林公園駅まで 小竹向原駅から 西武有楽町線経由 西武池袋線飯能駅（臨時列車は西所沢駅経由 西武狭山線西武球場前駅）まで |
| Y-01         | 和光市駅     | -            | 0.0          | 西武線直通 | 東武鉄道： 東上線（TJ-11）（直通運転） 東京地下鉄： 副都心線（F-01・共用） 車両基地所在駅 | 埼玉県 和光市 | 埼玉県 和光市 |
| Y-02         | 地下鉄成増駅 | 2.2          | 2.2          | 西武線直通 | 東京地下鉄： 副都心線（F-02・共用） | 東京都 | 板橋区 |
| Y-03         | 地下鉄赤塚駅 | 1.4          | 3.6          | 西武線直通 | 東京地下鉄： 副都心線（F-03・共用） | 東京都 | 練馬区 |
| Y-04         | 平和台駅     | 1.8          | 5.4          | 西武線直通 | 東京地下鉄： 副都心線（F-04・共用） | 東京都 | 練馬区 |
| Y-05         | 氷川台駅     | 1.4          | 6.8          | 西武線直通 | 東京地下鉄： 副都心線（F-05・共用） | 東京都 | 練馬区 |
| Y-06         | 小竹向原駅   | 1.5          | 8.3          | ◇ | 西武鉄道： 西武有楽町線（SI37）（池袋方面から直通運転） 東京地下鉄： 副都心線（F-06・共用） | 東京都 | 練馬区 |
| Y-07         | 千川駅       | 1.0          | 9.3          | ｜ | 東京地下鉄： 副都心線（F-07） | 東京都 | 豊島区 |
| Y-08         | 要町駅       | 1.0          | 10.3         | ｜ | 東京地下鉄： 副都心線（F-08） | 東京都 | 豊島区 |
| Y-09         | 池袋駅       | 1.2          | 11.5         | ｜ | 東京地下鉄： 丸ノ内線（M-25）・ 副都心線（F-09）（渋谷・横浜方面） 東日本旅客鉄道： 埼京線（JA 12）・ 湘南新宿ライン（JS 21）・ 山手線（JY 13） 東武鉄道： 東上線（TJ-01） 西武鉄道： 池袋線（SI01） | 東京都 | 豊島区 |
| Y-10         | 東池袋駅     | 0.9          | 12.4         | ｜ | | 東京都 | 豊島区 |
| Y-11         | 護国寺駅     | 1.1          | 13.5         | ｜ | | 東京都 | 文京区 |
| Y-12         | 江戸川橋駅   | 1.3          | 14.8         | ｜ | | 東京都 | 文京区 |
| Y-13         | 飯田橋駅     | 1.6          | 16.4         | ● | 東京地下鉄： 東西線（T-06）・ 南北線（N-10） 都営地下鉄： 大江戸線（E-06） 東日本旅客鉄道： 中央・総武線（各駅停車）（JB 16）                                                                        | 東京都 | 新宿区 |
| Y-14         | 市ケ谷駅     | 1.1          | 17.5         | ｜ | 東京地下鉄： 南北線（N-09） 都営地下鉄： 新宿線（S-04） 東日本旅客鉄道： 中央・総武線（各駅停車）（JB 15）                                                                                           | 東京都 | 新宿区 |
| Y-15         | 麹町駅       | 0.9          | 18.4         | ｜ | | 東京都 | 千代田区 |
| Y-16         | 永田町駅     | 0.9          | 19.3         | ｜ | 東京地下鉄： 半蔵門線 (Z-04)・ 南北線（N-07）・ 銀座線（赤坂見附駅：G-05）・ 丸ノ内線（赤坂見附駅：M-13）                                                                                            | 東京都 | 千代田区 |
| Y-17         | 桜田門駅     | 0.9          | 20.2         | ｜ | | 東京都 | 千代田区 |
| Y-18         | 有楽町駅     | 1.0          | 21.2         | ● | 東京地下鉄： 日比谷線（日比谷駅：H-08）・ 千代田線（日比谷駅：C-09） 都営地下鉄： 三田線（日比谷駅：I-08） 東日本旅客鉄道： 山手線（JY 30）・ 京浜東北線（JK 25）                                    | 東京都 | 千代田区 |
| Y-19         | 銀座一丁目駅 | 0.5          | 21.7         | ｜ | 東京地下鉄： 銀座線（銀座駅：G-09）・ 丸ノ内線（銀座駅：M-16）・ 日比谷線（銀座駅：H-09） | 東京都 | 中央区 |
| Y-20         | 新富町駅     | 0.7          | 22.4         | ｜ | 東京地下鉄： 日比谷線（築地駅：H-11） | 東京都 | 中央区 |
| Y-21         | 月島駅       | 1.3          | 23.7         | ｜ | 都営地下鉄： 大江戸線（E-16） | 東京都 | 中央区 |
| Y-22         | 豊洲駅       | 1.4          | 25.1         | ● | ゆりかもめ： 東京臨海新交通臨海線（U-16） | 東京都 | 江東区 |
| Y-23         | 辰巳駅       | 1.7          | 26.8         | | | 東京都 | 江東区 |
| Y-24         | 新木場駅     | 1.5          | 28.3         | | 東日本旅客鉄道： 京葉線 (JE 05) 東京臨海高速鉄道： りんかい線（R 01） 車両基地所在駅 | 東京都 | 江東区 |

1. ↑  和光市駅は他社接続の共同使用駅で、東武鉄道の管轄駅である。
2. ↑  小竹向原駅は他社接続の共同使用駅で、東京地下鉄の管轄駅である。

- 連絡駅で一度改札口を出たり、構内を長時間歩いたりする場合が多いため、他の路線との乗り換えには時間がかかる場合が多いが、南北線には比較的スムーズに乗り換えられる。
- 新富町駅は開削工法による対向式ホーム構造でありながら入船橋の下にホームがあるため、線路間の中柱がない。日本の地下駅では類例の少ない構造である。同様の駅として、都営三田線白山駅やつくばエクスプレス南千住駅・青井駅が挙げられる。
- 有楽町線池袋駅 - 要町駅 - 副都心線池袋駅の経路で乗車する、要町駅での折り返し乗り換えを認めていないため、有楽町線新木場方面 - 副都心線渋谷方面間の乗り換えは池袋駅で一度改札外に出る。
- 東池袋駅東側（3 - 5番出入口付近）の直上に都電荒川線（東京さくらトラム）の東池袋四丁目停留場が位置しているが東京メトロ側では正式の乗換駅とはしていない。ただ駅構内には案内サインが多数掲出されている（都電側では乗換駅として案内を行っている）。
- 当線の和光市駅 - 池袋駅を含む定期券を所持していれば副都心線の同区間にも乗車でき、飯田橋駅 - 市ケ谷駅を含む定期券を所持していれば南北線の同区間にも乗車可能である。
- 座席指定列車「S-TRAIN」は有楽町線内では西武池袋線小手指方面への乗車と所沢方面からの降車のみ可能。有楽町線内のみの利用は不可。
- 和光市駅と新木場駅は地上駅、他の駅はすべて地下駅となっている。

## 連絡線
この路線には、他の路線への連絡線が2本ある。
8・9号線連絡側線
- 桜田門駅西側から南西へ弧を描いて千代田線霞ケ関駅の西側へ単線で接続する連絡線[6]。
  - この連絡線は単線で延長577.896 mと長く、途中には半径167.595 mもの急カーブが存在する[6]。
- 市ケ谷駅から南東に並行する南北線の同駅への連絡線

この2つの連絡線は主に千代田線の綾瀬工場へ検査を受ける車両を回送するためにあるが、臨時列車がごく稀に運転される。2002年からは夏の花火大会と冬の年末年始に関連した臨時列車が運転されるのが定番化している。この臨時列車は相互乗り入れの関係上、千代田線からの直通は同線車両（16000系、過去には06系や6000系）、南北線からの直通は同線車両（9000系）が使用される。また、後者の連絡線は半蔵門線用の8000系を更新するため新木場CRへ回送する際にも用いられた。この回送は鷺沼車両基地から東急田園都市線・大井町線・目黒線・南北線を経由して連絡線から有楽町線に入り新木場というルートとなる。

## 臨時列車
沿線でのイベントなどで臨時列車が運行されることがある。連絡線を介して運行されることが多いが、中には乗り入れ路線発着とした列車が運行される。
下記のほかにも、2004年9月に新木場検車区（現・和光検車区新木場分室）撮影会への臨時列車（千代田線06系・6000系、南北線9000系を使用）や、10月に開業30周年記念列車を運転したことがある。

### 西武ドームへの観客輸送
西武ドームでの催事の際には、西武線直通の定期列車の一部を狭山線西武球場前行きに変更して運行される。

### 東京湾大華火祭
2002年度から、東京湾大華火祭会場最寄りの豊洲駅への輸送を担う列車として打ち上げ花火の名称にちなんだ臨時列車が運行されている。基本的には同大会の開催日に運行されるため中止時は運行されない。往復とも運転される列車には1号、2号、と号数が付く。
なお、2006年は8月12日に運転される予定であったが、雨の影響で開催できなかったため、運転予定の列車すべてが運転中止となった（同大会は翌13日に開催されたが、都営大江戸線の臨時列車は運行された）。また、2007年は愛称の付かない線内運転の臨時列車となった。
- ナイアガラ1・2号
  - 西武池袋線小手指駅 - 新木場駅間運転。
    - 往路（1号）：西武池袋線・西武有楽町線内は快速、当線内は急行扱い。
    - 復路（2号）：当線内は各駅停車、西武有楽町線・池袋線内は快速扱い。

  - 西武6000系で運行。
  - 停車駅：
    - 1号：小手指駅からひばりヶ丘駅までの各駅→石神井公園駅→練馬駅→新桜台駅→小竹向原駅→有楽町線池袋駅→飯田橋駅→永田町駅→有楽町駅→月島駅→豊洲駅→新木場駅
    - 2号：新木場駅から小竹向原駅までの各駅→新桜台駅→練馬駅→石神井公園駅→ひばりヶ丘駅から小手指駅までの各駅
- スターマイン1・2号（2004年度は往路のみ運転、2005年度は運転なし）
  - 2003年度までは東武東上線森林公園駅 - 新木場駅間で、2004年度は東武東上線川越市駅（高坂駅 - 川越市駅間回送運転）→新木場駅間に往路のみ運転した。
  - 往路（1号）：東武東上線内は各駅停車、当線内は和光市 - 池袋間全て通過、池袋 - 新木場間各駅停車（2003年度までは和光市 - 新木場間が急行運転となり途中小竹向原・池袋・飯田橋・永田町・有楽町・月島・豊洲に停車していた）。
  - 停車駅（2004年度）：川越市駅から和光市駅までの各駅→有楽町線池袋駅から新木場駅までの各駅
  - 復路（2号）：当線・東武東上線内とも各駅停車。
  - 2006年度は3年ぶりの往復運転となり、往路（1号）は東武東上線内も急行運転（森林公園駅から川越までの各駅→ふじみ野駅→志木駅→朝霞台駅→和光市駅）で、当線内は2003年度までと同一の停車駅で運行される予定であった。
- ドラゴン号
  - 小田急多摩線唐木田駅 - 新木場駅間運転。小田急線内は多摩急行、千代田線および当線内は急行扱い。
  - 2005年度は小田急小田原線相模大野駅 - 新木場駅間に運転し、小田急線内を快速急行で運転した。
  - 06系または6000系で運行。両形式とも新木場行の行先表示がないため、「新木場」と表記された方向板を付けて運転する。
  - 停車駅：唐木田駅→小田急多摩センター駅→小田急永山駅→栗平駅→新百合ヶ丘駅→登戸駅→成城学園前駅→経堂駅→下北沢駅→代々木上原駅→表参道駅→有楽町駅→月島駅→豊洲駅→新木場駅
（2005年度は相模大野駅→町田駅→新百合ヶ丘駅→下北沢駅→代々木上原駅→表参道駅→有楽町駅→月島駅→豊洲駅→新木場駅）
- ファンタジー号（2003年度から運転）
  - 東急目黒線武蔵小杉駅（2003年度は東急東横線日吉駅） - 新木場駅間運転。東急目黒線および東京メトロ南北線内は各駅停車、当線内は急行扱い。
  - 停車駅（2004・2005年度）：武蔵小杉駅から市ケ谷駅（南北線）までの各駅→永田町駅（有楽町線）→有楽町駅→月島駅→豊洲駅→新木場駅
  - 東京地下鉄9000系で運行。新木場行の行先表示がないため、「新木場」と表記された方向板を付けて運転する。
  - 2006年度は東急東横線菊名駅からの運転で、同線内は急行運転（菊名駅→綱島駅→日吉駅→武蔵小杉駅）で運行される予定であった。
- レインボー号
  - 埼玉高速鉄道線浦和美園駅 - 新木場駅間運転。埼玉高速鉄道線および東京メトロ南北線内は各駅停車、当線内は急行扱い。
  - 停車駅：浦和美園駅から市ケ谷駅（南北線）までの各駅→永田町駅（有楽町線）→有楽町駅→月島駅→豊洲駅→新木場駅
  - 東京地下鉄9000系で運行。新木場行の行先表示がないため、「新木場」と表記された方向板を付けて運転する。

いずれも、先頭車の前面に愛称毎のヘッドマークを掲出して運転する。
なお、2003年度から2005年度までは東急田園都市線中央林間駅から東京メトロ半蔵門線永田町駅まで「HA・NA・BIリレー号」（2003年度は半蔵門駅まで運行）と「スターライト号」（2004・2005年度）を運行していた。両愛称とも永田町駅で他の臨時列車に連絡するリレー扱いの臨時列車である。2006年度は運行しなかった。

### 東京ミレナリオ
2003年12月27日・28日・30日と2004年12月25日・26日には、東京ミレナリオ会場最寄りの有楽町駅への輸送を担う列車として「東京ミレナリオトレイン」という臨時列車が運行され、先頭車の前面にヘッドマークを掲出して運転していた（2005年は運行しなかった）。
- 西武池袋線小手指駅 - 新木場駅間運転。西武池袋線・西武有楽町線内は快速、当線内は急行扱い。
- 停車駅：小手指駅 - ひばりヶ丘駅間各駅 - 石神井公園駅 - 練馬駅 - 新桜台駅 - 小竹向原駅 - 有楽町線池袋駅 - 飯田橋駅 - 永田町駅 - 有楽町駅 - 新木場駅
- 西武6000系で運行。
- 2003年は復路のうち1本が当線内を急行運転していた。
  - 停車駅：新木場駅→有楽町駅→永田町駅→飯田橋駅→池袋駅→小竹向原駅→和光市駅
  - 東京地下鉄07系で運行していた。この時は行先表示に「急行 和光市」という表示が見られた。

### 鉄道フェスティバル
2004年10月9日と10日に日比谷公園で開催される予定であった「第11回鉄道フェスティバル」への臨時列車も設定されていた。
- 東武東上線森林公園駅 - 新木場駅間運転。
  - 往路：東武東上線内は各駅停車、当線内は和光市 - 池袋間全て通過、池袋 - 新木場間各駅停車。
  - 復路：当線・東武東上線内とも各駅停車。
- 西武池袋線小手指駅 - 新木場駅間運転。西武池袋線・西武有楽町線内は快速、当線内は各駅停車。
- 埼玉高速鉄道線浦和美園駅 - 有楽町駅間運転。埼玉高速鉄道線および東京メトロ南北線内は各駅停車、当線内は市ケ谷 - 有楽町間全て通過。

いずれも10月9日に運転される予定であったが、台風のため、鉄道フェスティバルが同月10日のみの開催となったため運転中止となった。また、2005年度以降は運転されていない。

### ドリームエキスプレス
鉄道の日を記念して、2001年まで営団地下鉄（当時）が中心となって関東私鉄5社が合同で企画された団体臨時列車で、各ルート別に参加者を募って団体列車として運転された。
- 有楽町線では、霞ヶ関駅 - 桜田門駅間の連絡線を経由して霞ヶ関駅に至る東武・西武両線発着のルートとして運転された（開催年によって発着路線・駅が入れ替わる）。
- 他にも、開催年によっては小田急線-千代田線ルートや、東武伊勢崎線 - 日比谷線、東急東横線 - 日比谷線の発着ルートもあった。また、2001年のみ千代田線 - 南北線 - 東急目黒線 - 東急東横線のルートもあった（千代田線 - 南北線のルートについては国会議事堂前-溜池山王接続で南北線に乗り換え）。

途中の地下鉄霞ケ関駅で一旦下車し、各ルートからの参加者が合流して、メインイベントが開催された。
なお、2002年以降、ドリームエキスプレスのイベントが開催されなくなったが、この時の5社合同企画が、後の東京湾大華火祭の臨時列車の企画に発展していく。

### SEIBU RAILWAY PRESENTS ageHa TRAIN
2015年6月5日・6日には、西武鉄道が新木場駅近くにあったSTUDIO COASTで開催されていたクラブイベントageHaとタイアップし、日本初の列車内EDMイベント臨時列車「ageHa TRAIN」が運転された。
- 西武有楽町線練馬駅→新木場駅間運転。途中停車駅なし。
- 西武6000系6151Fで運行。

## 発車メロディ
2011年2月23日以降、地下鉄成増駅と地下鉄赤塚駅を皮切りに、ホームドアの使用を開始した駅から順次発車メロディ（発車サイン音）を導入している。全てスイッチの制作で、塩塚博、福嶋尚哉、谷本貴義の3名が作曲を手掛けた。
曲名はスイッチの音源リストおよび同社が運営する「鉄道モバイル」による。
| 駅名             | 曲名                                              | 曲名                                      |
| 駅名             | A線（新木場方面）                                 | B線（和光市・東武線方面）                 |
| ---------------- | ------------------------------------------------- | ----------------------------------------- |
| 和光市           | 3：（東武鉄道汎用発車メロディ）                   | 2：（東武鉄道汎用発車メロディ）           |
| 地下鉄成増       | 1：電車ライト【福嶋】                             | 2：はらり【塩塚】                         |
| 地下鉄赤塚       | 1：レッツトレイン【福嶋】                         | 2：始まるよ【塩塚】                       |
| 平和台           | 1：輪になって【塩塚】                             | 2：こおろぎ【塩塚】                       |
| 氷川台           | 1：もう来ます【谷本】                             | 2：ワクワク電車【福嶋】                   |
| 小竹向原         | 1：オーバーフロー【塩塚】 2：駅ストレッチ【福嶋】 | 3：キャロット【塩塚】 4：無休【谷本】     |
| 千川             | 1：スター車両【福嶋】                             | 2：さわやかステーション【福嶋】           |
| 要町             | 1：休みながら【谷本】                             | 2：電車へステップ【福嶋】                 |
| 池袋             | 3：bright【谷本】                                 | 4：OK!【塩塚】                            |
| 東池袋           | 1：マイルド電車【福嶋】                           | 2：時のスパイラル【塩塚】                 |
| 護国寺           | 1：冒険電車【福嶋】                               | 2：かざぐるま【塩塚】                     |
| 江戸川橋         | 1：星の舞踏会【塩塚】                             | 2：風香る駅【福嶋】                       |
| 飯田橋           | 3：ラブリートレイン【福嶋】                       | 4：星のゆくえ【塩塚】                     |
| 市ケ谷           | 1：common【谷本】                                 | 2：電車でウキウキ【福嶋】                 |
| 麹町             | 1：キューティー電車【福嶋】                       | 2：きらめき電車【福嶋】                   |
| 永田町           | 1：サムライ電車【福嶋】                           | 2：パピヨン【福嶋】                       |
| 桜田門           | 1：雪景色【谷本】                                 | 2：地下鉄が好き【谷本】                   |
| 有楽町           | 1：一緒に【塩塚】                                 | 2：アンブレラ・ワルツ【塩塚】             |
| 銀座一丁目       | 1：花時計【塩塚】                                 | 2：Rolling【塩塚】                        |
| 新富町           | 1：雨が上がれば【塩塚】                           | 2：目覚めの電車【福嶋】                   |
| 月島             | 1：江戸の街【福嶋】                               | 2：旅の前日【谷本】                       |
| 豊洲             | 1：たんとんとん【塩塚】 2：（使用停止中）         | 3：（使用停止中） 4：風はみどりの【福嶋】 |
| 辰巳             | 1：スキップ車両【福嶋】                           | 2：駆け込み禁止【谷本】                   |
| 新木場           | 1：（降車専用のため無し）                         | 2：明日はきっと【塩塚】                   |
| （車載メロディ） | 未来電車【福嶋】                                  | rapid【谷本】                             |

- 上表の数字は各駅の番線、【】内は作曲者を表す。

1. ↑  和光市駅は東武鉄道の管轄であるため、接近放送は東武仕様のものが流れる。
2. ↑  2023年10月24日にベルから変更。なお、2012年7月7日から12月17日までは「きらめくホーム」（福嶋作曲・現在は副都心線東新宿駅1番線で使用）が使用されていた。
3. 1 2  使用開始前に、作曲した塩塚の著書「駅メロ! THE BEST 」（扶桑社）の付属CDに収録されていた。
4. ↑  降車専用ホームのため、使用停止以前からメロディは導入されていない。
5. ↑  2013年12月28日に「フラワートレイン」（福嶋作曲）が導入されている。当初は定期列車の発着がなかったためメロディが使用されることはなかったが、2017年のダイヤ改正で平日に当該番線を使用する始発列車が設定されたため、同年3月27日に使用が開始されている。なお、2019年10月15日のダイヤ改正以降は、2020年東京オリンピック・パラリンピックに向けての混雑緩和のため、2番線と同様に使用が停止されている。
6. ↑  2013年10月26日から2020年9月2日までは「きらめくホーム」（福嶋作曲）を使用していた。

## 延伸計画・構想

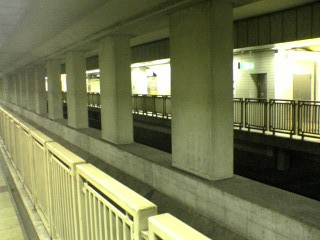
有楽町線豊洲駅ホーム中央部分
（2005年6月）

前述の通り、1972年（昭和47年）の都市交通審議会答申第15号で第8号線に豊洲 - 亀有間 (14.7 km) が追加された。その後、1985年（昭和60年）7月11日の運輸政策審議会答申第7号では、第8号線は豊洲から北へ分岐する路線が住吉 - 四つ木間で第11号線（半蔵門線）と線路を共用し常磐線亀有駅（さらにJR武蔵野線方面）へ至る路線に変更され、2000年（平成12年）1月27日の運輸政策審議会答申第18号では、終点が野田市と定められた。
このうち、豊洲駅 - 住吉駅間4.8 kmについては計画が具体化し、東京メトロが有楽町線の延伸として鉄道事業許可を申請、国土交通大臣から第一種鉄道事業許可を受けている。
本項ではこの他、答申第15号で削除されたものの都市計画が残っている、中村橋駅 - 護国寺駅間の分岐線についても扱う。

### 豊洲駅 - 住吉駅間（建設中）

#### 沿革
答申第15号での分岐線追加を受け、営団地下鉄は1982年（昭和57年）1月29日、この区間を含む豊洲 - 亀有間 (14.7 km) の鉄道事業免許を申請している。営団地下鉄の計画では、1985年度（昭和60年度）から1992年度（平成4年度）の工期で、建設費用は2,720億円を見込んでいた。
豊洲駅と半蔵門線住吉駅は線路が分岐できるよう2面4線の構造で建設されている。
沿線自治体となる江東区・墨田区・葛飾区・松戸市の3区1市（及び東京都・千葉県の1都1県）は1986年（昭和61年）に「地下鉄8・11号線促進連絡協議会」を組織し、2007年・2008年（平成19年・平成20年）に実施した調査の結果、同協議会が推進する8号線・11号線の延伸計画のうち、豊洲駅 - 住吉駅間（約5.2 km）からの段階的な整備を要望する方針を示した。うち、江東区（当該先行区間唯一の沿線自治体）は地下鉄8号線の建設および関連付帯設備に要する経費に充てるためとして、「（仮称）江東区地下鉄8号線建設基金」を設置し、平成22年度（2010年度）予算に5億円を計上した。また、豊洲市場を受け入れる条件にもなっているとして東京都などに早期の延伸実現を強く求めた。
一方、東京メトロは2009年（平成21年）度3月期の有価証券報告書において申請時から事業環境の変化を理由に「整備主体となることは極めて困難」と事業化に消極的な態度を表明していた。
江東区は2011年（平成23年）7月に第三セクターを設立して整備を担い、運営を行う上下分離方式で整備し、豊洲 - 東陽町間（枝川付近）、東陽町 - 住吉間（千田付近）に新駅を建設する計画案をまとめた。2012年8月現在、江東区・東京都・東京メトロなどと検討委員会を作り協議中で、2015年度までの着工を目指していた。
2021年（令和3年）に国土交通省が交通政策審議会鉄道部会内に設けた「東京圏における今後の地下鉄ネットワークのあり方等に関する小委員会」において、東京メトロの完全民営化（株式売却）と並行して南北線品川延伸（都心部・品川地下鉄構想）と共に有楽町線の延伸計画に触れられており、2021年7月8日行われた第5回小委員会と、同年7月15日に示された「東京圏における今後の地下鉄ネットワークのあり方等について」答申において、同区間について東京メトロが主体となって整備を進めるのが適切だとする素案を示すとともに、国や東京都が建設費を補助する方向性を示した。
事業費は2019年（平成31年・令和元年）時点の試算で1560億円だが、建築資材や人件費の高騰で膨らむ見込みとなり、事業費の4分の3を国や都が支援し、東京メトロの借入金には財政投融資を充てる方針である。2022年（令和4年）1月8日には、延伸に向けた作業が同年4月から本格的に始まる見通しになった。 2022年度（令和4年度）は地質調査や環境影響評価などを行い、具体的な金額は2021年度末に決まるが、国と都で計十数億円の見通しとしている。国は2022年度の予算案に環境影響などの調査を補助する費用を計上し、都も新年度予算案に同様の費用を盛り込む方針である。東京メトロは2022年（令和4年）1月28日に豊洲 - 住吉間約4.8 kmの鉄道事業許可を国土交通大臣に申請し、同年3月28日に第一種鉄道事業の許可を受けた 。2024年（令和6年）11月5日に工事着手し、開業時期は2030年代半ば、事業費は2689億8200万円を予定している。補助金が1738億3200万円、財政投融資資金から951億5000万円を見込んでいる。
新たな駅として、（仮称）枝川駅（豊洲起点1.250 km）、（仮称）東陽町駅（豊洲起点3.070 km）、（仮称）千石駅（豊洲起点4.180 km）の3駅を設置する。また、東陽町は同名の駅がある東西線の地下に新駅が作られ、乗換駅となる。運転間隔は1時間あたり日中で約8本、朝のピーク時で約12本を予定している。本線への乗り入れ本数は今後検討するとし、半蔵門線（住吉 - 押上間）や東武伊勢崎線・日光線との相互直通運転を実施する予定（乗り入れ区間は今後検討）である。
本路線に係る損益は開業14年目で単年度損益が黒字転換、開業29年目に累積損益が黒字転換し、累積損益収支は開業29年目に黒字転換、累積資金収支は開業40年目に黒字転換を想定している。

### 住吉駅 - 野田市駅間（構想段階）
運輸政策審議会答申第7号において住吉 - 四つ木間は第11号線との共用区間とされ、このうち住吉駅 - 押上駅間は2003年（平成15年）に半蔵門線として開業している。
押上駅以遠の区間は、運輸政策審議会答申第18号では「2015年（平成27年）までに整備着手することが適当である路線」と位置付けられているが、都市計画決定は行われておらず、具体的な整備計画は進展していない。

### 中村橋駅 - 護国寺駅間（都市計画段階）
都市交通審議会答申第15号で削除された第8号線 中村橋 - 目白 - 護国寺間（9.6 km）のうち、西落合（落合南長崎駅付近） - 護国寺間については、同答申において第12号線（都営地下鉄大江戸線）の支線として編入されたものの、東京都交通局が同区間の免許申請を見送り、運輸政策審議会答申第7号で削除された。このため、現状ではこの区間の答申路線はなく事実上の計画凍結となっているものの、東京都の都市計画上は「都市高速鉄道第8号線分岐線」として、不忍通り・目白通り・千川通りに沿う計画路線が現在も残されている。
都市計画に定められた設置予定駅は以下の通り（いずれも仮称）。
中村橋駅 - 練馬駅 - 豊玉駅 - 南長崎駅 - 落合駅 - 目白駅 - 雑司が谷駅 - 護国寺駅